# Парки и скверы Ульяновска

«Владимирский сад» — старейший парк города.

Парки и скверы Ульяновска — рекреационные зоны, которые являются составной частью природного каркаса города.

## История
В Симбирске-Ульяновске сады (в то время парки назывались садами) существовали со времени основания города. Так в 1654 году здесь были не только фруктовые, но и тутовые сады.

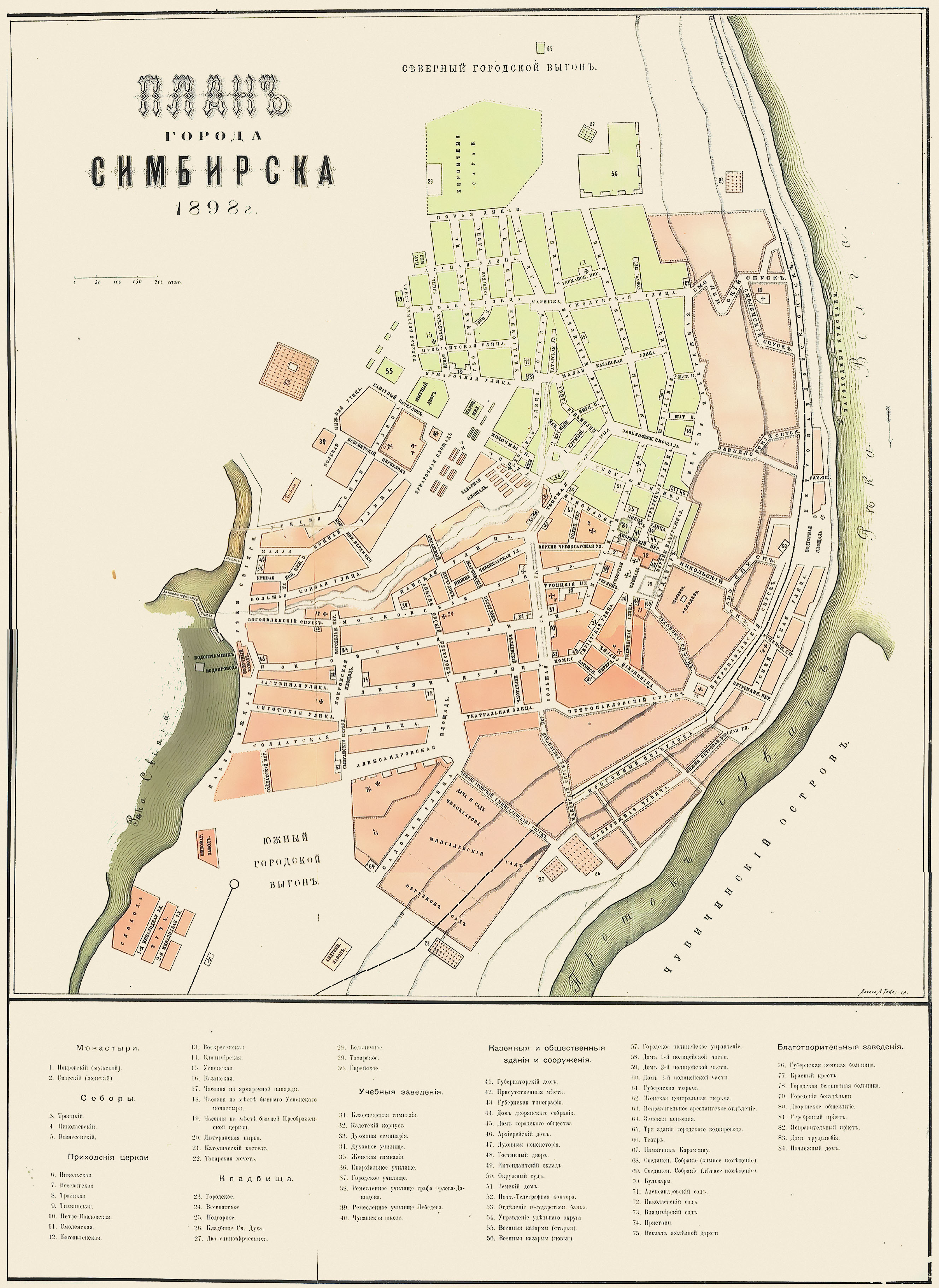
План Симбирска 1898 г. (Отмечены сады того времени).

В XIX веке в Симбирске существовали несколько общественных садов (парков): Александровский сад, Николаевский сад, Владимирский сад и Карамзинский сквер.

### Александровский сад
Назван в честь императора Александра I. Находился на Сызранском выезде (ныне улица Кирова и ул. 3-го интернационала), за Александровской больницей (ныне 1-я областная больница). Он был приобретён дворянством от купца Пустынникова (Мясникова) в 1801 году, вместе с домом для больницы и тогда же был обращён в общественный. Приказ общественного призрения, заведовавший больницей, сдавал этот сад в аренду частным лицам, которые, извлекая доход, главным образом, от яблоневых деревьев и сенокоса, иногда устраивали в саду общественные гулянья, но из-за удалённости сада от центра города, а также благодаря соседству больницы, публика почти не посещала его. В 1824 году, когда Император Александр Благословенный посетил Симбирск, городское общество устроило здесь праздник в честь Его Величество, в специально поставленной для этого случая палатке, где он кушал чай. Затем, когда был устроены Николаевский сад, а потом и бульвар на Большой Саратовской улице (ныне ул. Гончарова) и на Венце Симбирской горы — бульвар Новый Венец, публика почти совсем перестала посещать Александровский сад. После пожара в Симбирске 1864 года, Симбирское Общественное Собрание хотело устроить в Александровском саду своё летнее посещение, но это предположение не осуществилось; сад был сдан в аренду частному предпринимателю, который устроил здесь воксал с буфетом, приглашал фокусников и арфисток, но всё это привлекало очень не много публики. Во время войны 1877 года, Общество Красного Креста, преследуя благотворительные цели, устроило в этом саду ежедневные, в течение всего лета, гулянья, сбор с которых шёл на устройство лазаретов. Равным образом и городское управление старалось обратить Александровский сад в место общественного гулянья, выдавало субсидии частным предпринимателям на устройство в нём летних гуляний. Несмотря на все эти старания, публика неохотно посещала Александровский сад; устраиваемые в нём изредка гулянья, в большинстве случаев, не удавались, и этот сад, как место прогулки Симбирских городских жителей, использовался всё меньше, и к началу XX века был совершенно заброшен. Единственным местом посещения сада стало построенное в 1898 году в южной части Александровского сада Заводской конюшни Симбирской губернии на 60 жеребцов.

### Николаевский сад

Остаток Николаевского сада.

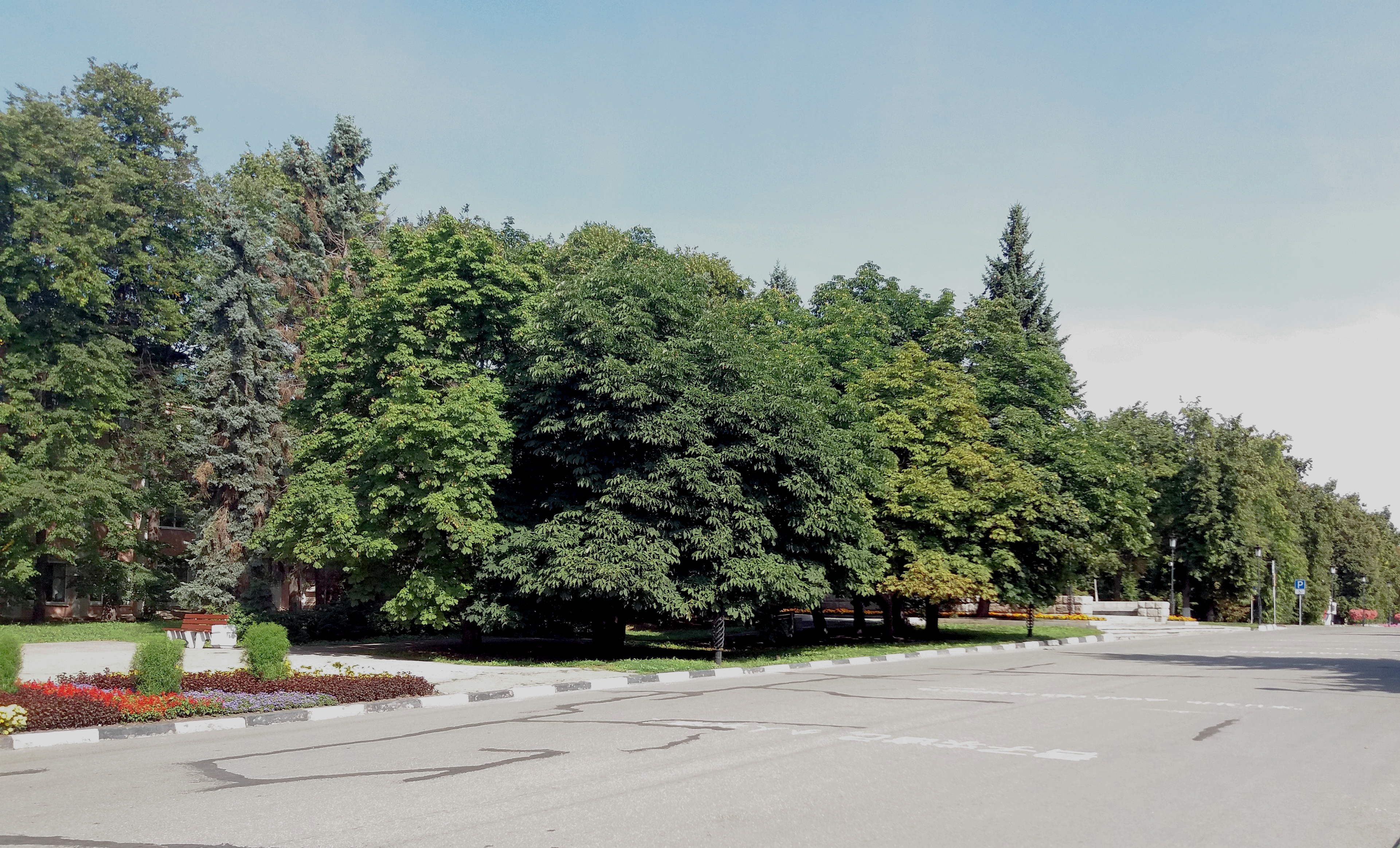
Бывший Николаевский сад.

Арка Владимирского сада.

Назван в честь Николай I. Устроен в 1837 году, согласно указаниям, данными Императором Николаем Павловичем. В 1861 году этот сад был самыми любимыми местом прогулки горожан. Два раза в неделю, по воскресеньям и четвергам, по вечерам сюда собиралось, все городское общество, привлекаемое оркестром полковой музыки, и хором песенников. В углу этого сада, выходящем на Венец, против Дворянского дома, был построен небольшой воксал с буфетом; открытая терраса воксала, с прекрасными видом на Волгу, обычно очень быстро наполнялась публикою. Но пожар 1864 года прекратил эти удовольствия. Сад, вместе с воксалом, сгорел и хотя в скором времени был совершенно заново распланирован, засажен деревьями и обнесён деревянною решеткою, но воксала в нём уже не было, а это обстоятельство послужило к тому, что публика стала посещать сад очень редко и в конце концов, совершенно забыла о нём. В 1881 году, через Николаевский сад был устроен проезд от Губернаторского дома на Соборную площадь и отделившаяся вследствие этого часть сада, прилегающая к зданию классической гимназии, была уступлена ей, в 1882 году, для устройства гимназического плаца. Летом 1898 года Николаевский сад расчищен и приведён в порядок, но теперь он не мог конкурировать с бульваром на Венце и с Владимирским садом, в особенности после того, как в последнем было открыто летнее посещение общественного собрания.
В 1916 году был построен Дом-памятник Гончарову сократив площадь сада.

Ныне, где находился сад, находится эспланада и сквер при памятнике Карлу Марксу.

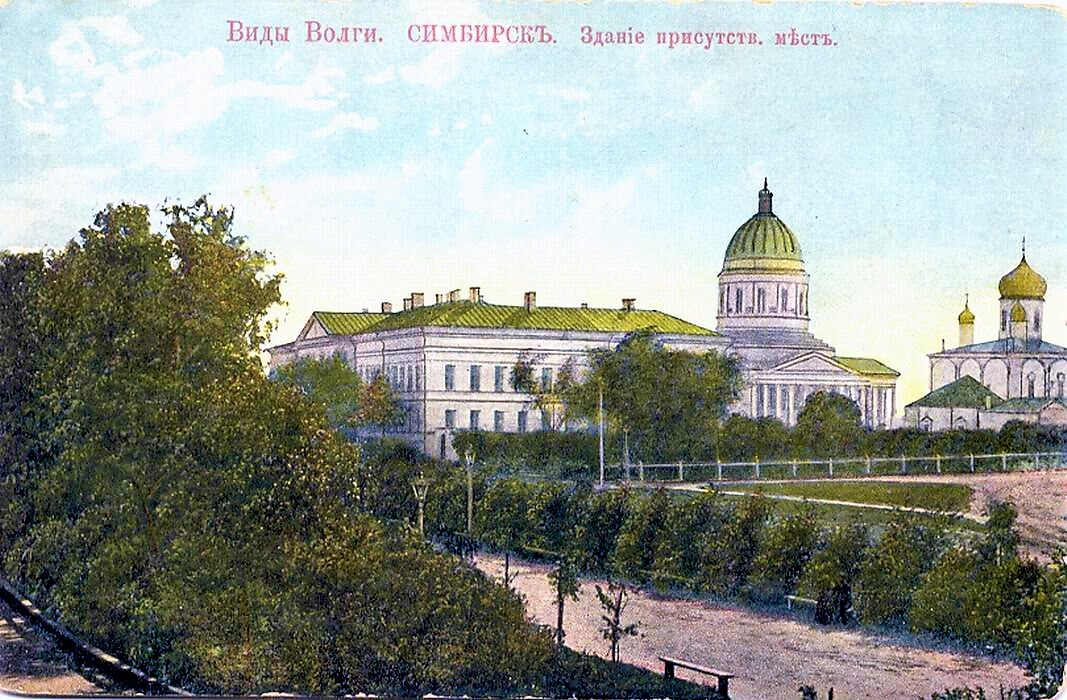
Николаевский сад.

### Владимирский сад
Основная статья: Владимирский сад

Фонтан во Владимирском саде.

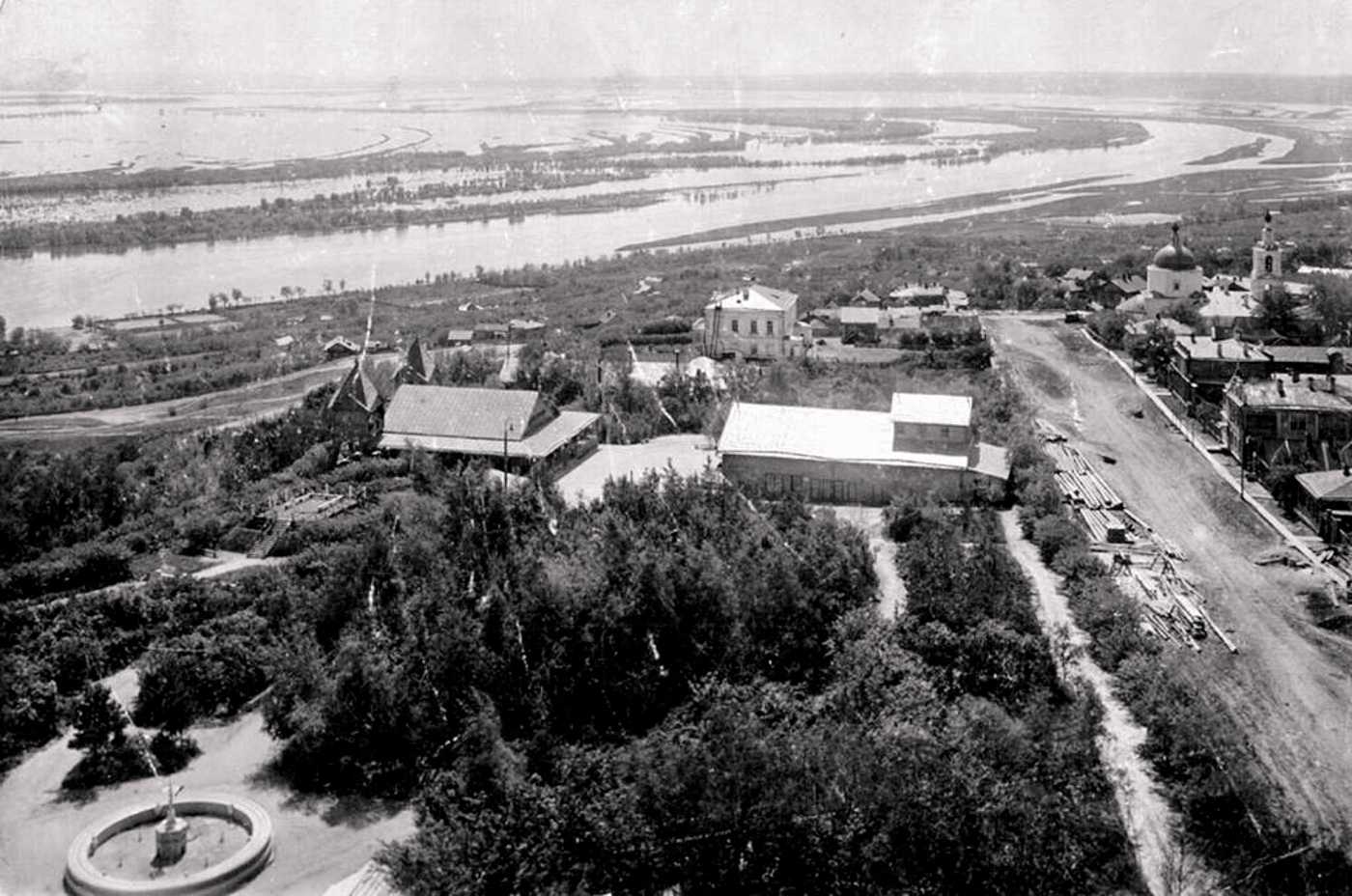
Владимирский сад (фото 1917).

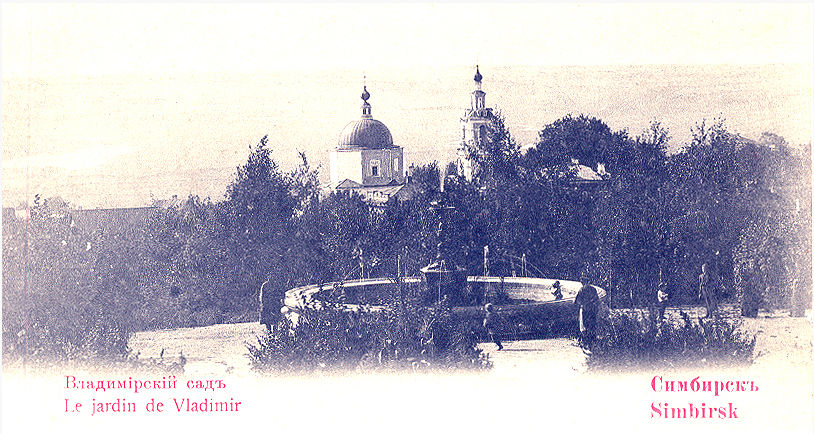
Владимирский сад (Симбирск, открытка 1917).

Назван в честь губернатора Владимира Орлова-Давыдова. Возник на месте пустыря в 1873 году по решению городской управы Симбирска.
Сад был спланирован в английском стиле. Были посажены берёзы, вязы, тополя, акации, сирень, разбиты клумбы. На верхней площадке устроили круглый фонтан с фигурой девочки (разрушен в 1980-х, восстановлен в 2012 г.), повсюду стояли скамейки и павильоны.
16 июня 1896 года воздухоплаватели-парашютисты Юзеф и Ольга Древницкие для симбирской публики во Владимирском саду устроили представление. Надув горячим воздухом воздушный шар и поднявшись на нём на значительную высоту, первым совершил прыжок с парашютом-зонтиком Юзеф Древницкий. Он опустился на землю недалеко от места взлёта — в районе современных улиц Кузнецова и Плеханова. 21 июня шар второй раз был поднят в воздух, а прыжок совершала Ольга Древницкая.
В 1897 году в парке открылось летнее помещение Симбирского общественного собрания, а в 1910 году на его месте по проекту архитектора Ф. Ливчака построен Дом общественного собрания (клуб), ныне областная филармония. Рядом располагался кегельбан, члены клуба имели отдельный вход в парк. В парке проходили народные гуляния, концерты.
В 1904 году здесь выступал Ф. И. Шаляпин.
В 1919 году в бывшем здании Общественного собрания был открыт Народный дом им. Свердлова, а сад переименован в парк имени Свердлова.
В сентябре 1922 года в саду проходил Чемпионат по борьбе имени Ивана Поддубного, на котором он присутствовал.
В военное время парк тоже работал. Здесь показывали кино, в выходные дни проходили концерты, играли джазовый и духовой оркестры, работали тир, танцплощадка, раз в неделю выступал театр кукол.
В 1948 году, к 300-летию города, парк был полностью реконструирован. У входа появилась арка, каменная лестница, ажурные беседки. Рядом с фонтаном стояли фигуры Ленина и Сталина, ниже по склону — бюст Свердлова.
В 2010 году парку Свердлова возвращено прежнее имя — Владимирский сад. Последняя реконструкция проведена в 2011—2012 г.г.

С 10 августа 2018-го группа компаний «Приор» работала в Ульяновске над 4-серийной мелодрамой «Одна ложь на двоих». В кадре появились ульяновские актёры и обычные горожане, задействованные в массовке. В числе городских локаций оказался и парк «Владимирский сад».

Памятная доска во Владимирском саду.
Памятная доска во Владимирском саду.
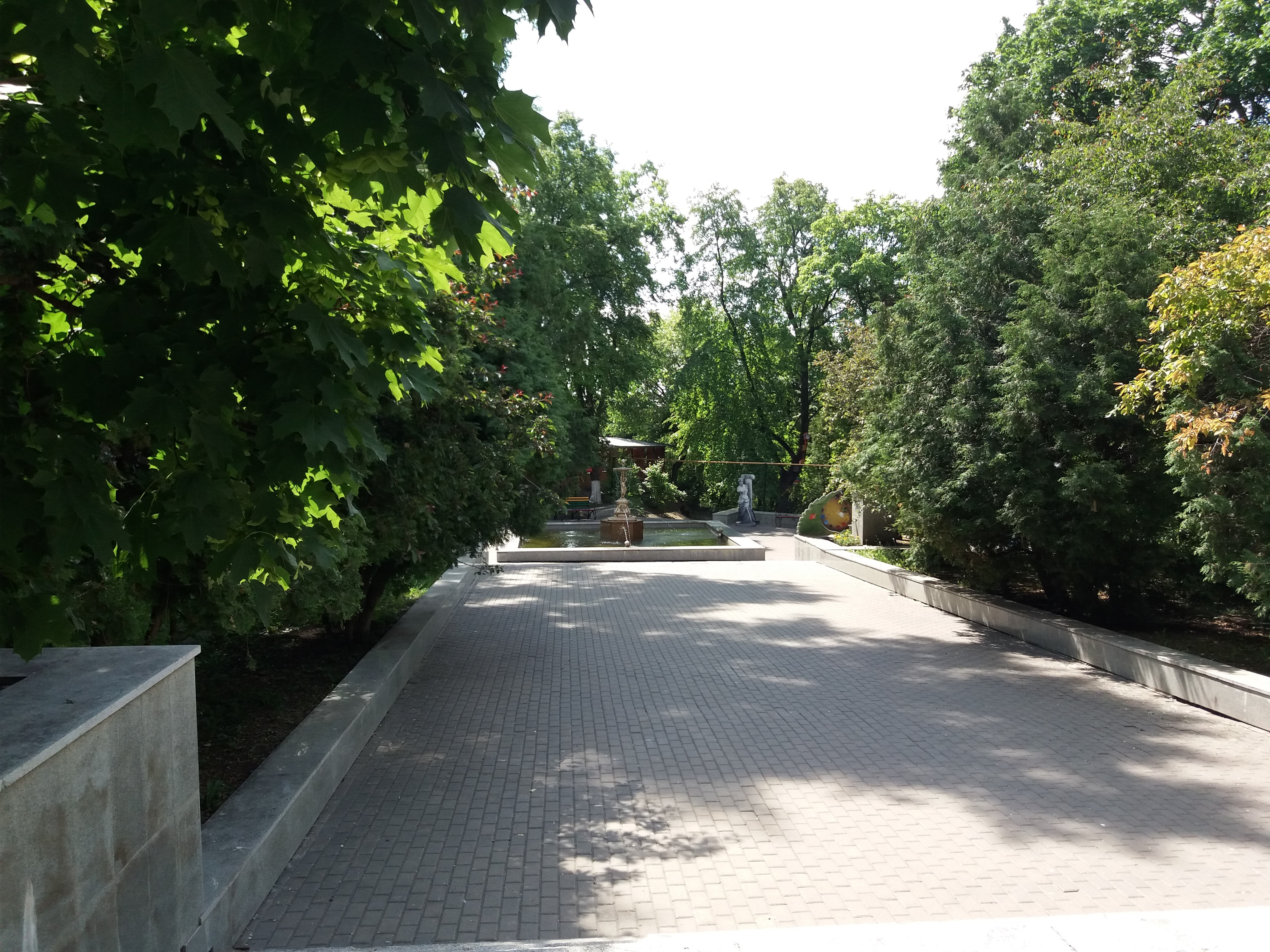
Владимирский сад (центральная аллея).
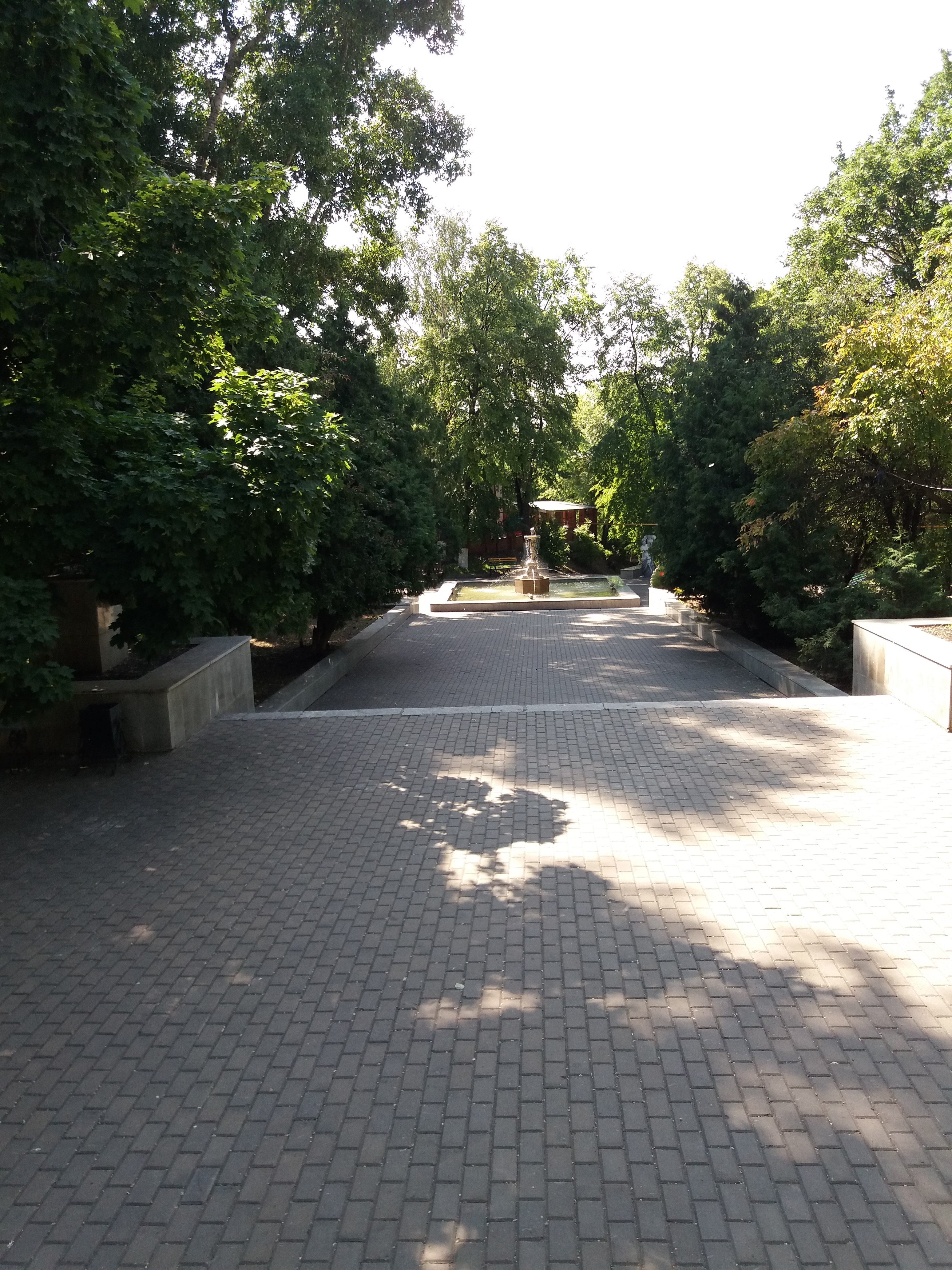
Владимирский сад (центральная аллея).
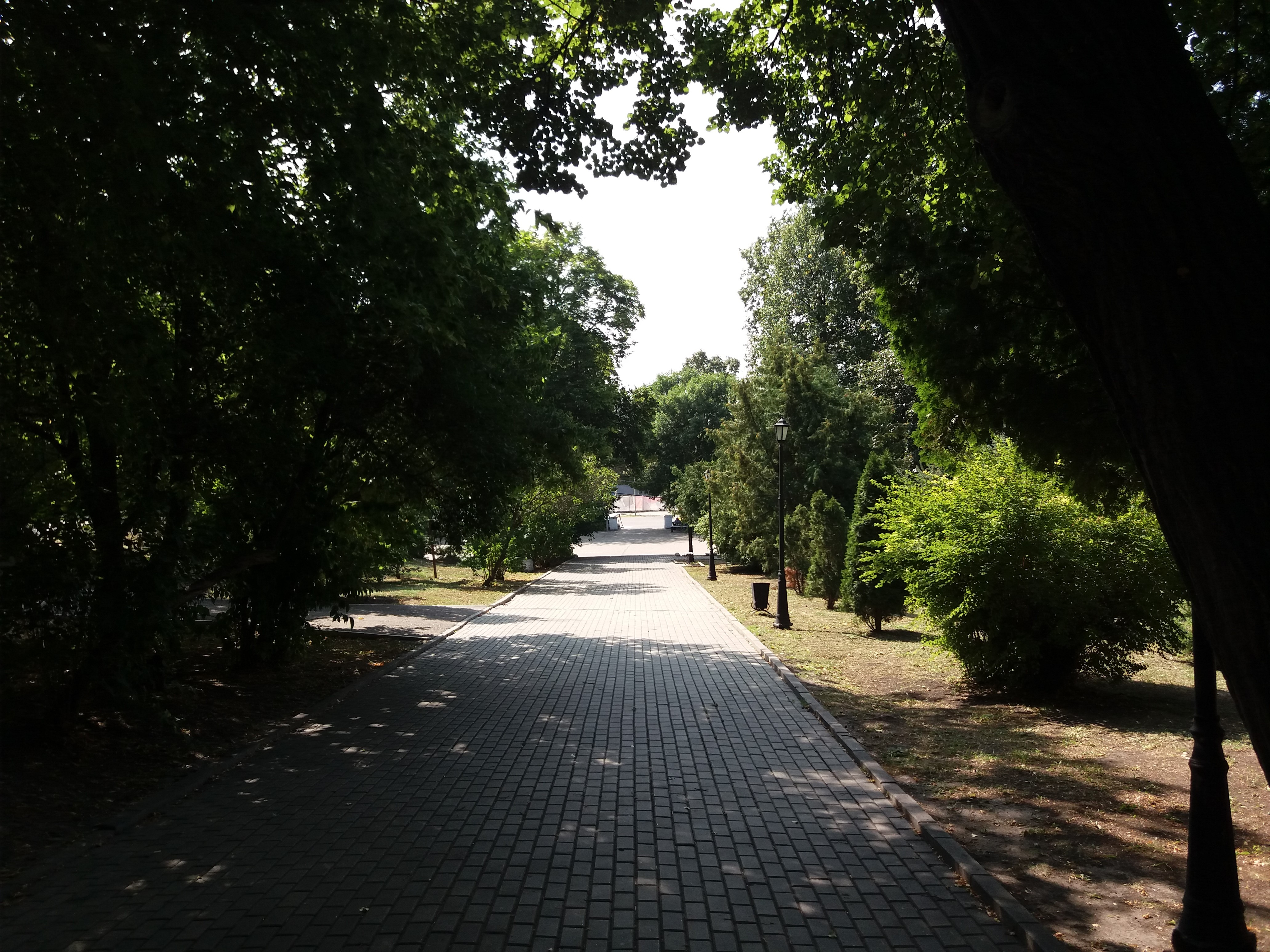
Владимирский сад.
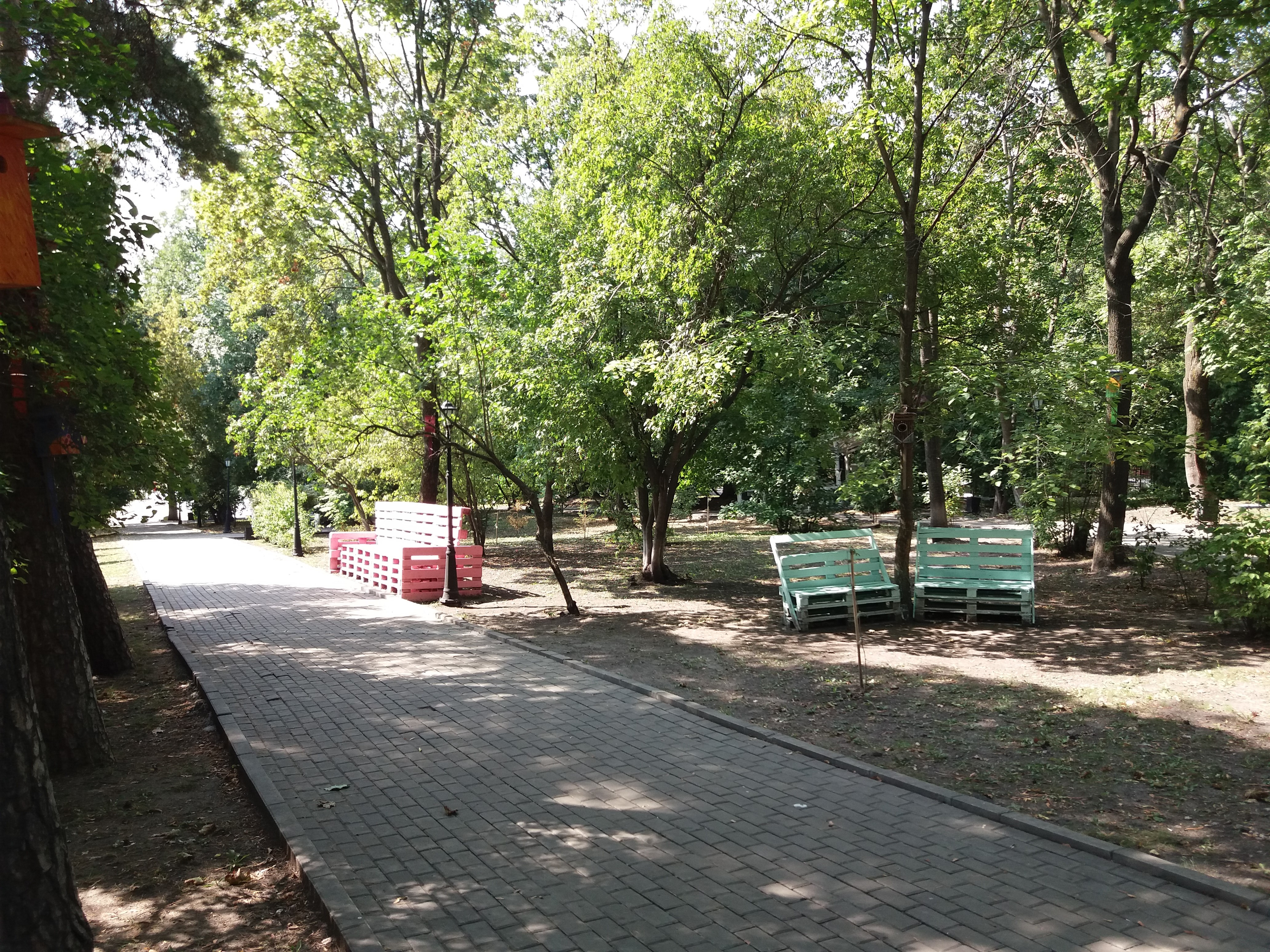
Владимирский сад.
Танцевальная площадка и сцена во Владимировском саду.

### Карамзинский сквер
Основная статья: Карамзинский сквер

Карамзинский сквер.

Назван по памятнику Н. М. Карамзину. Основан в 1866 году по проекту местного архитектора Н. А. Любимова.
История сквера началась в 1836 году, когда по указу Николая I в городе Симбирске была заложена центральная площадь, а в 1845 году был установлен памятник Н. М. Карамзину. С тех пор городская площадь стала называться Карамзинской. Первоначально памятник был обнесён деревянной решеткой и засажен деревьями и кустами сирени, но в 1855 году Аврора Карловна Карамзина, вдова старшего сына историографа Андрея Николаевича, погибшего в Крымской войне, в его память установила богатую металлическую решётку с медными вызолоченными навершиями. После пожара 1864 года, заботами Симбирского губернатора, барона И. О. Велио, в 1868 году он был обнесён чугунною решеткою, работы местного фабриканта И. В. Голубкова и установлена на цоколь из ташлинского камня.
В 1882 году, вокруг сквера, обществом Сызранско-Печерской асфальтовой и горной промышленности, устроен прекрасный асфальтовый тротуар.
И в настоящее время сквер содержится в образцовом порядке, представляет один из лучших уголков города. С 1995 года — памятник природы.
С 10 августа 2018 года группа компаний «Приор» работала в Ульяновске над 4-серийной мелодрамой «Одна ложь на двоих». В кадре появились ульяновские актёры и обычные горожане, задействованные в массовке. В числе городских локаций оказался и Карамзинский сквер.

В 2020 году реконструирован.

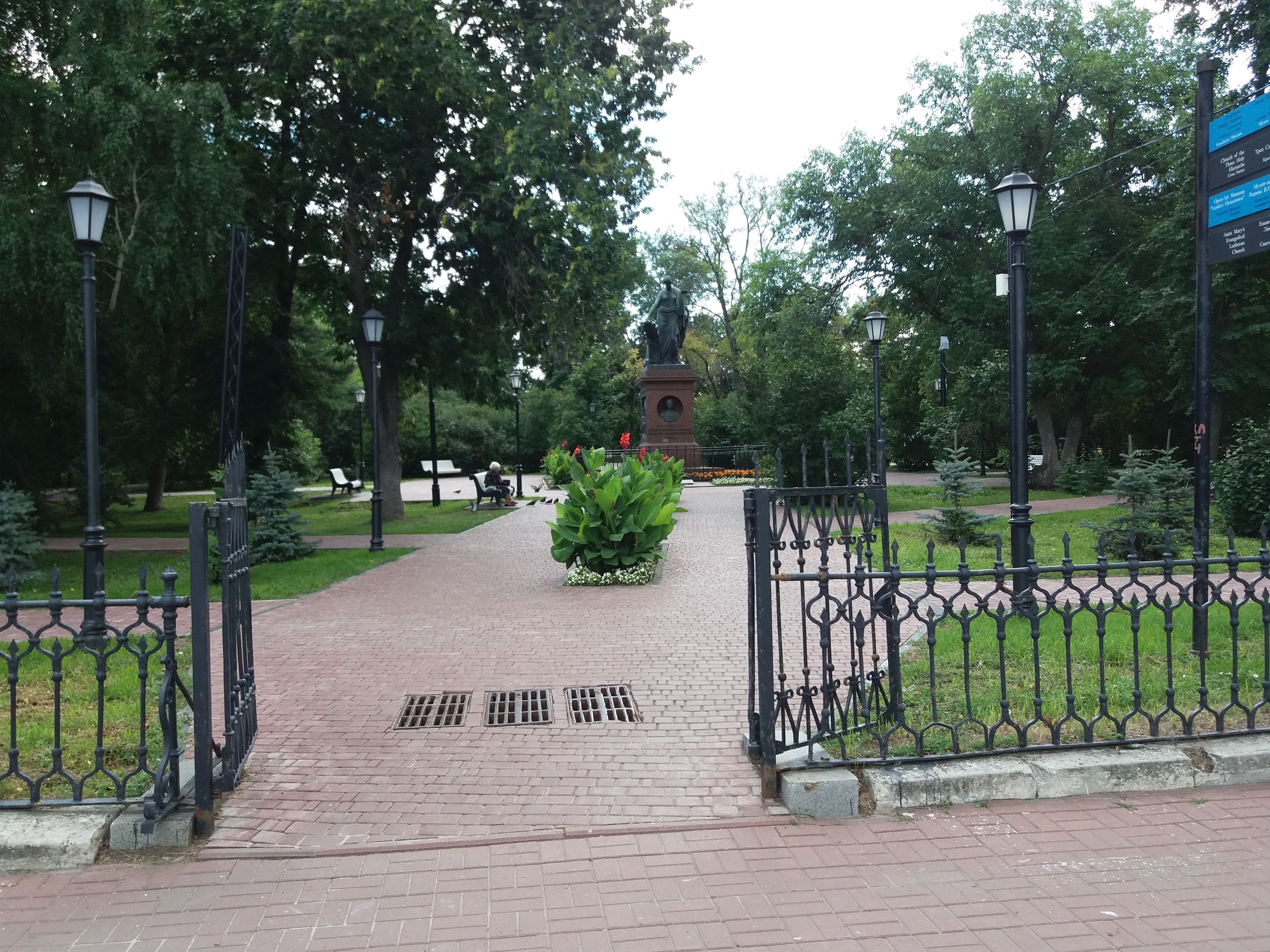
Центральный вход в Карамзинский сквер.
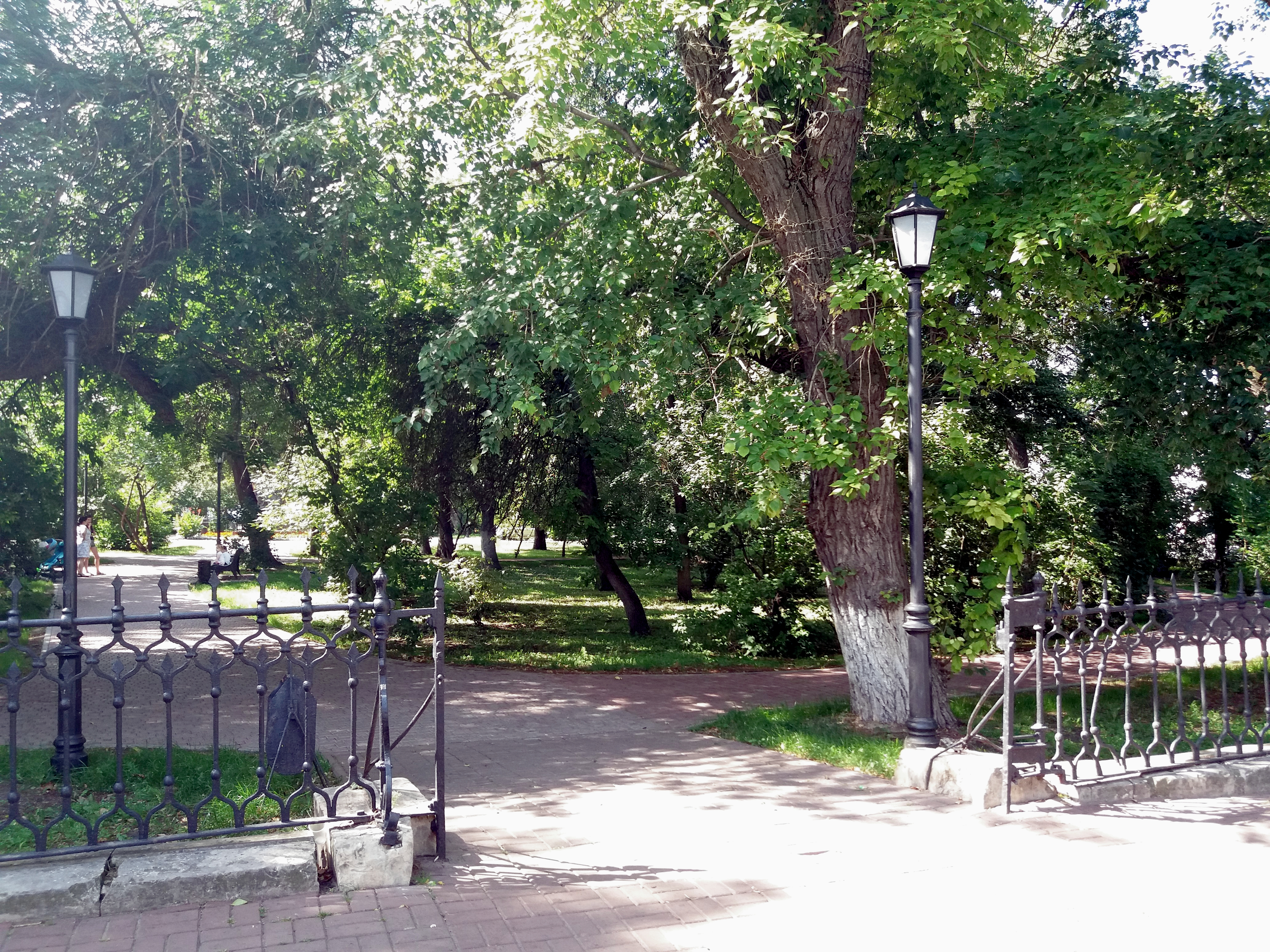
Карамзинский сквер, северный вход.
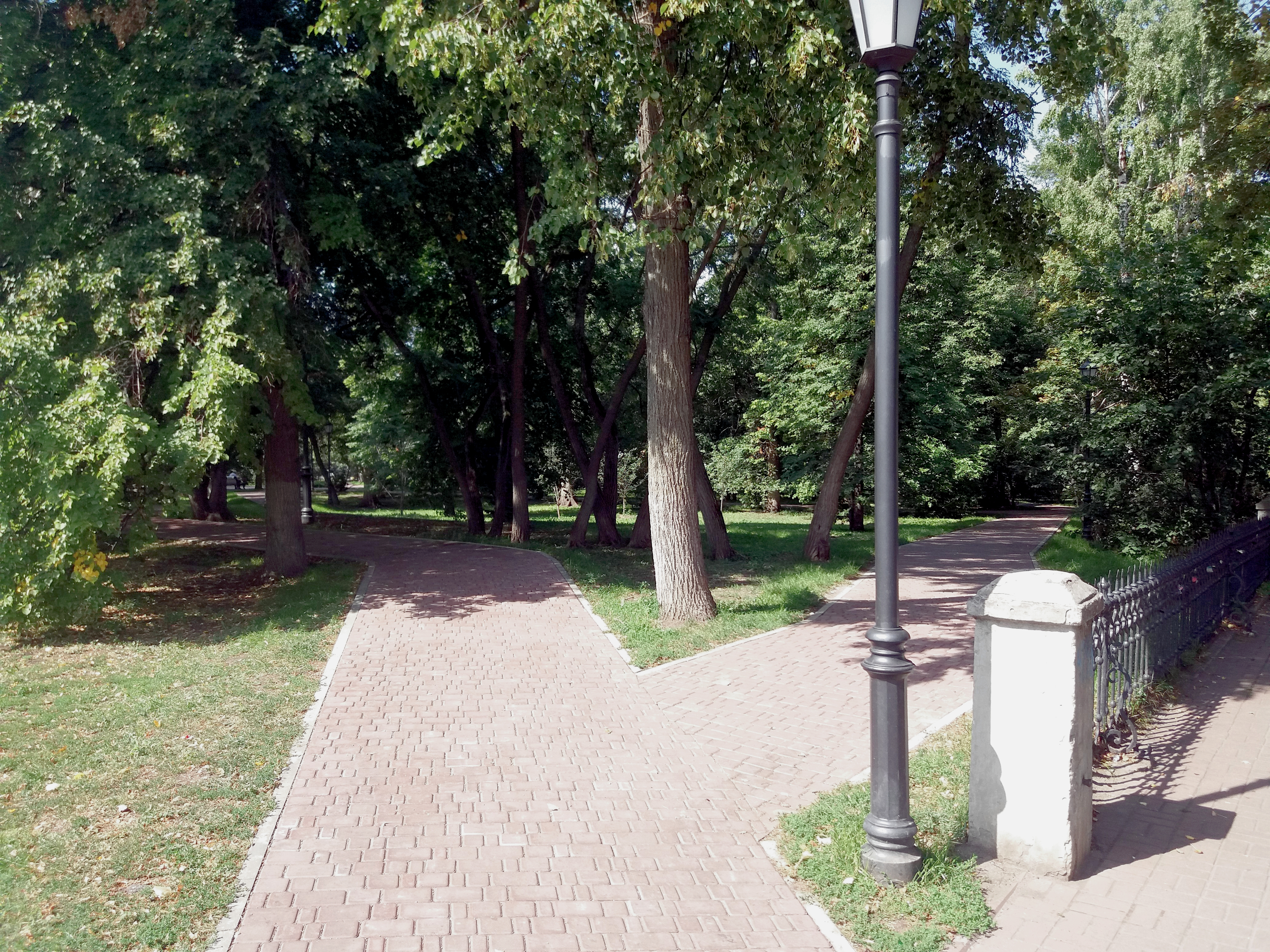
Карамзинский сквер, восточный вход.
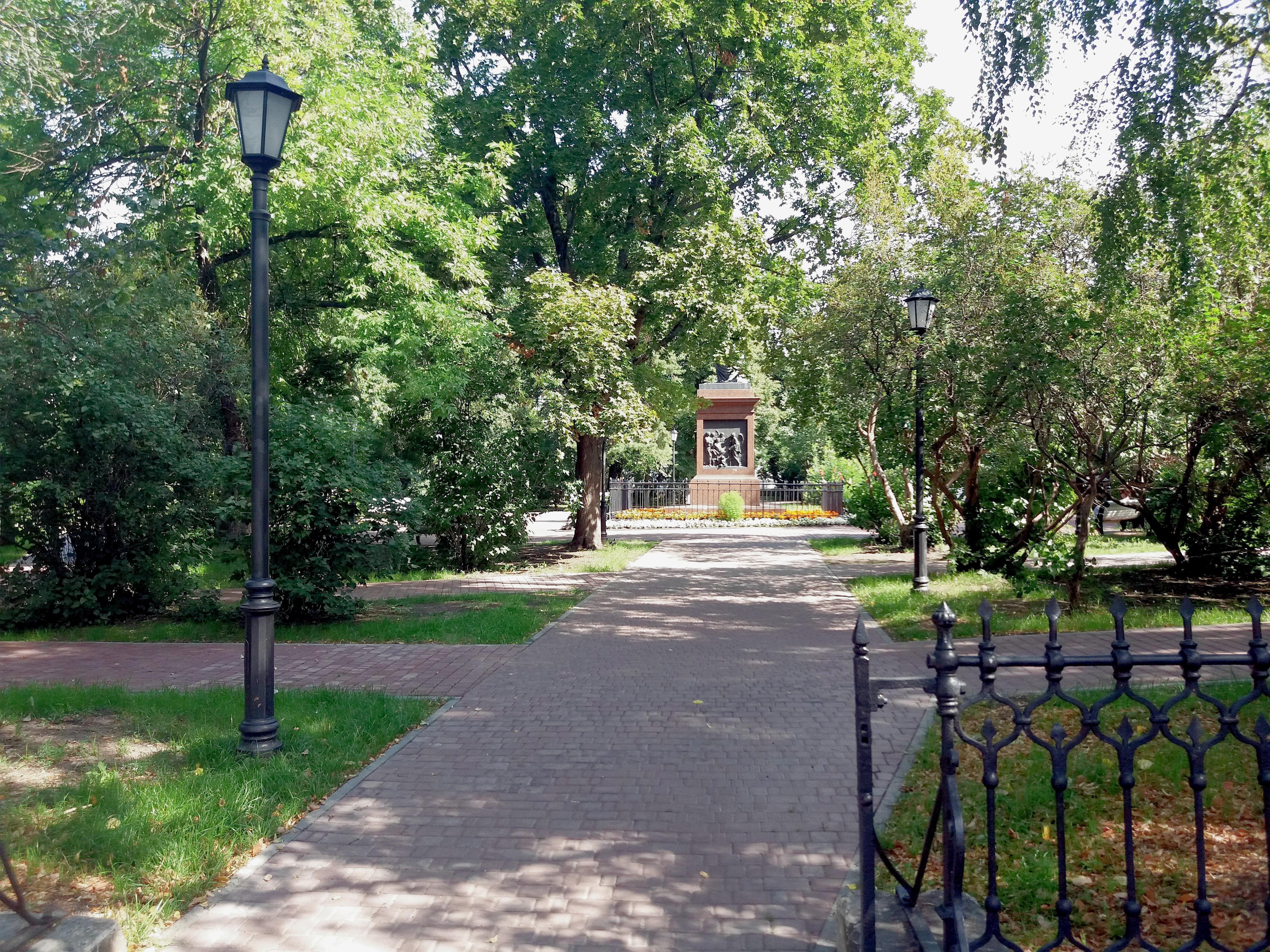
Карамзинский сквер, южный вход № 2.
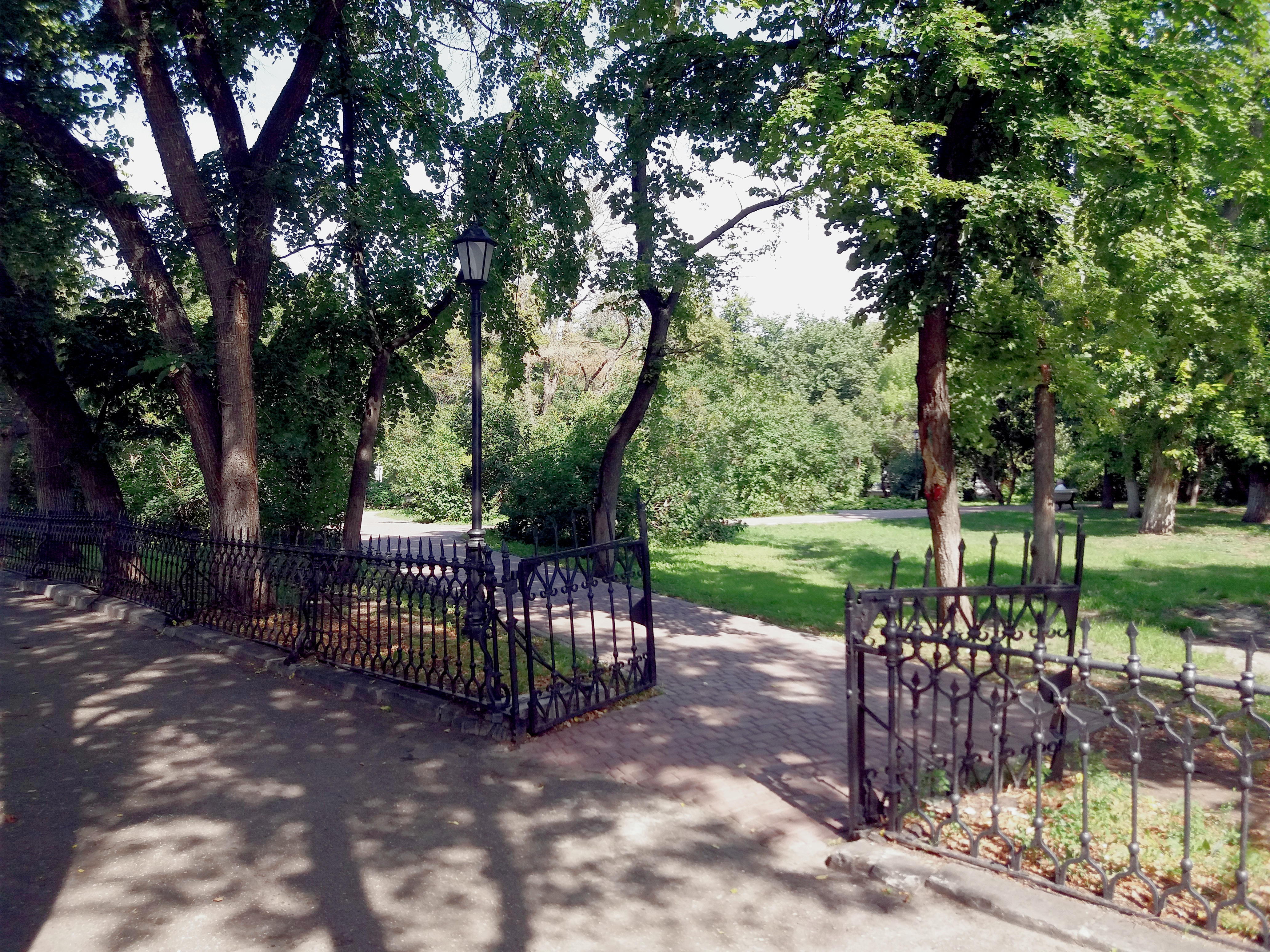
Карамзинский сквер, южный вход № 1.
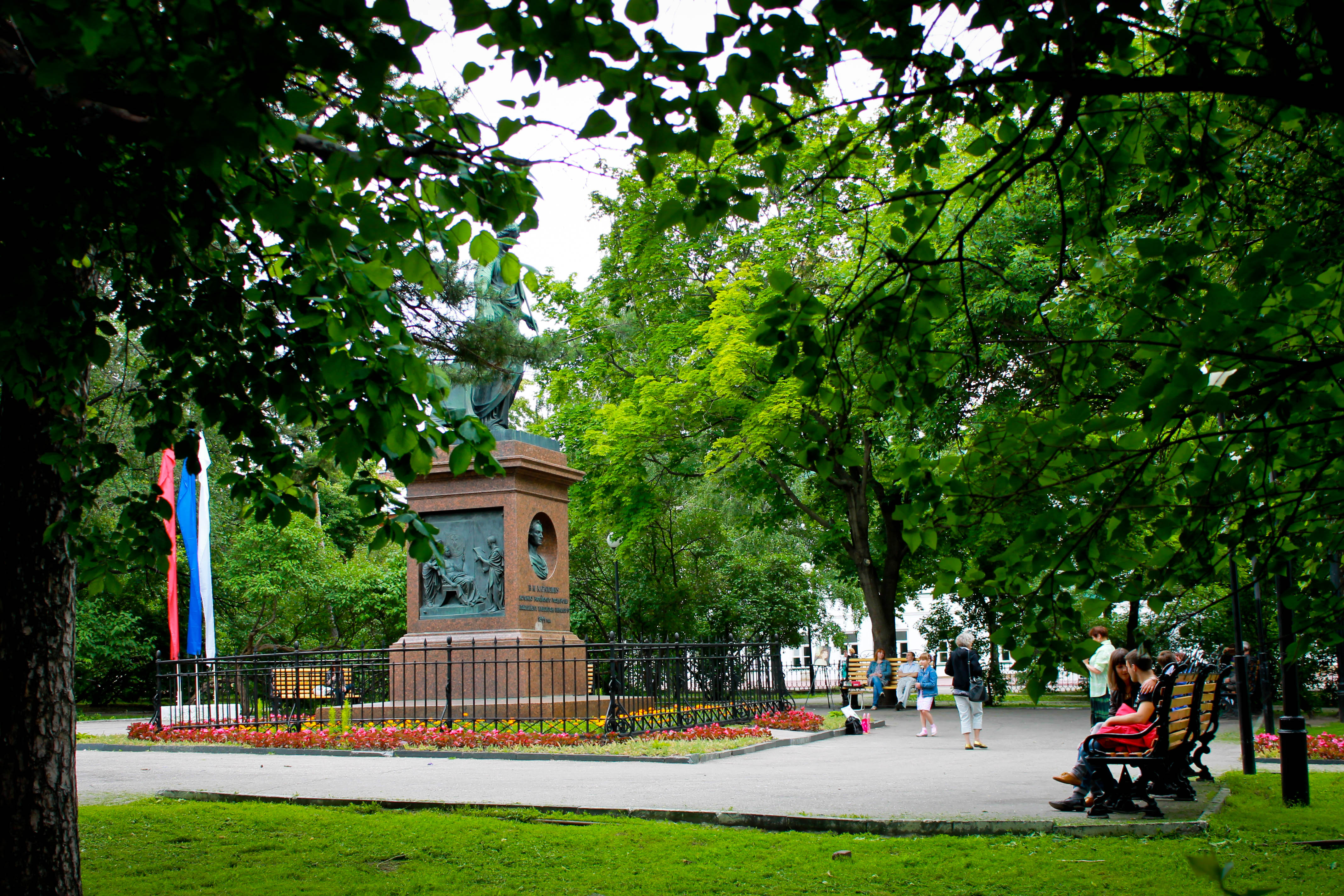
Карамзинский сквер (сквер Карамзина).

### Зоологический сад
Зоосад, по утверждённому проекту Симбирской городской думы, был открыт в 1914 году в Беляевском переулке (ныне ул. А. Матросова), но начавшаяся Первая мировая война похоронила это благое начинание.

## Список

### Парки
- Парк 40-летия ВЛКСМ (Верхняя Терраса, Заволжский район)[19] — открыт в 1958 году с площадью 85 гектаров соснового леса[20].

Вход в ПКО «Винновская роща».

- Вход в ПКО «Винновская роща».Александровский парк (Засвияжский район)[21] — открыт в 2007 году.
- Парк «Винновская роща» (быв. «Киндяковская роща», Железнодорожный район)[19] — первоначально именовалась Киндяковской рощей — в честь бывшего имения помещицы Киндяковой. По роще любил прогуливаться молодой Владимир Ульянов[20].

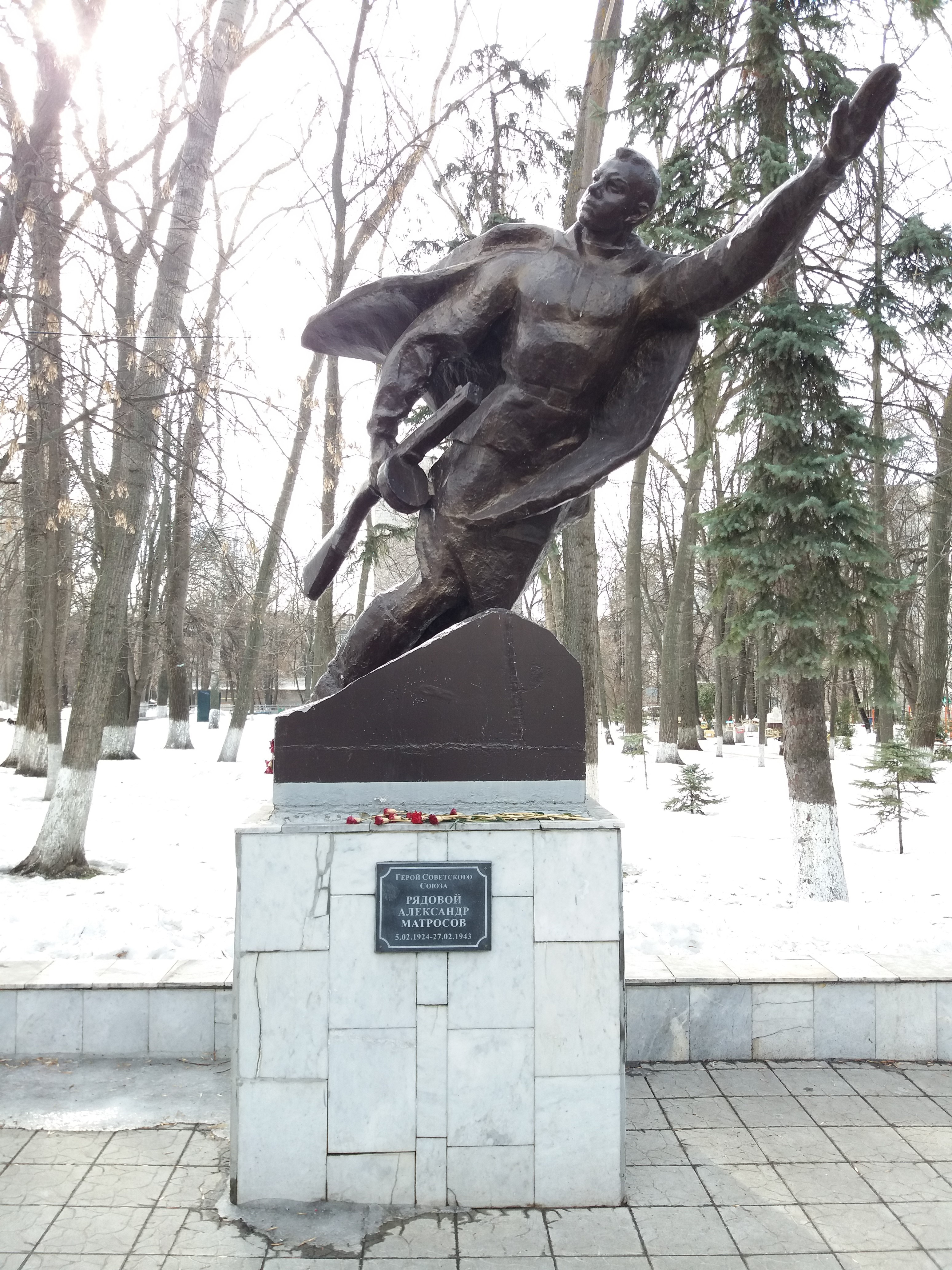
Памятник А. Матросову в парке имени А. Матросова.

- Памятник юнгам в парке А. Матросова.Памятник А. Матросову в парке имени А. Матросова.«Владимирский сад» (бывший парк им. Свердлова)[19][22] — старейший парк города. Возник на месте пустыря ещё в 1873 году по решению городской управы Симбирска. Современный парк открыт в 1947 году[20].

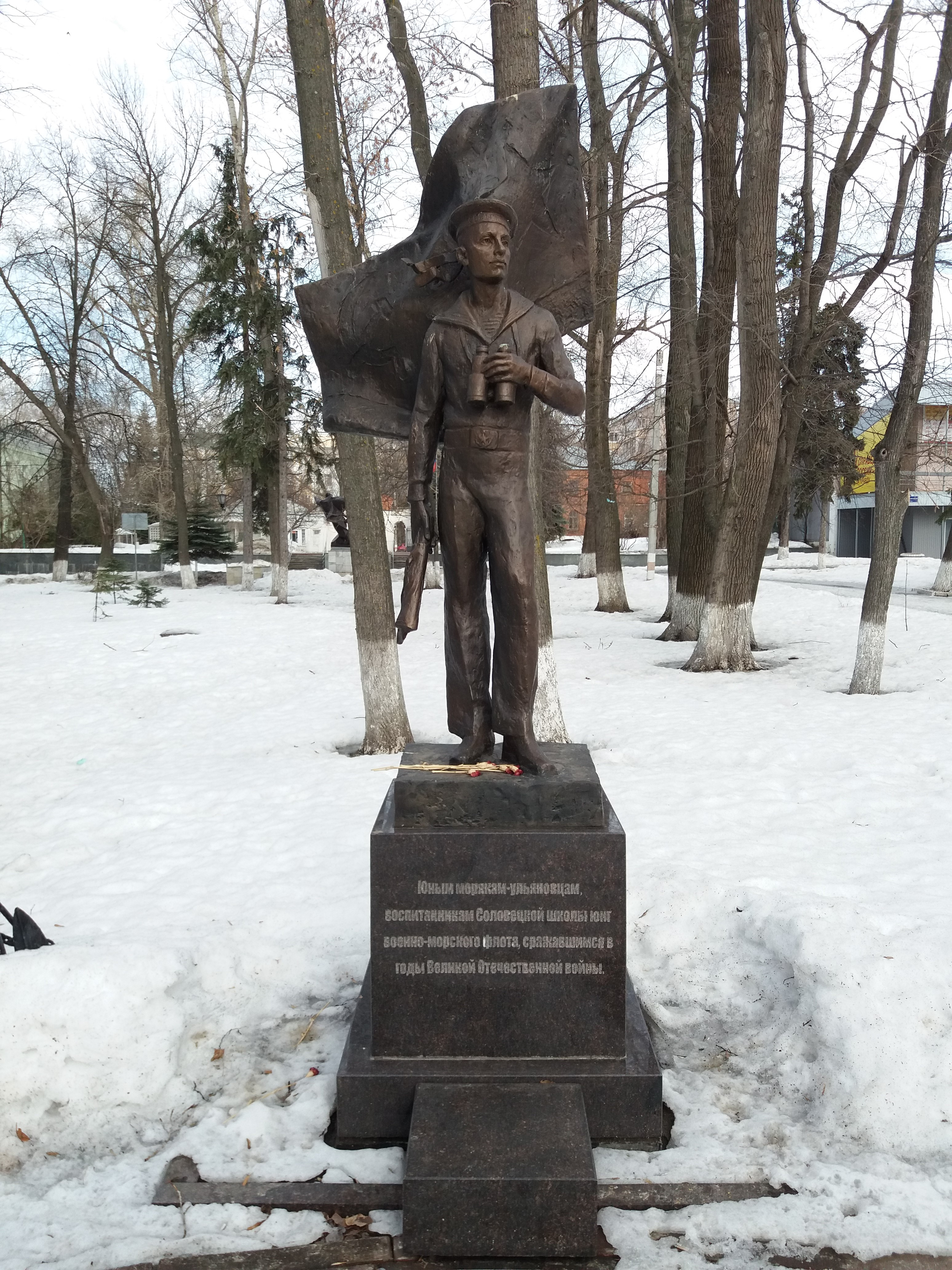
Памятник юнгам в парке А. Матросова.

- Парк имени Горького (ул. Горького, Засвияжский район);
- Дендропарк — знаменит большим количеством уникальных деревьев, которые культивируются в нём в течение многих лет (Ленинский район);
- Парк Дружбы народов[19] — расположился на волжском косогоре, вместо яблоневых садов, погибших от небывалого мороза в 42-м. Разработал проект в 1966 году архитектор Бросман. Открыт в 1970 году. Парк был разделен на участки, названных в честь республик СССР[20].
- Парк имени А. М. Матросова (1936 г., Ленинский район)[19][23][24] — открыт в 1936 году. Является самым маленьким городским парком, площадь 2,5 га[20]. В парке установлены памятники: Александру Матвеевичу Матросову (арх. Л. А. Турская) и юнгам Великой Отечественной войны (арх. О. А. Клюев)[25].

Парк имени генерала Маргелова.

- Парк имени генерала Маргелова.Парк имени генерала В. Маргелова (Новый город);
- Парк Молодёжный (1980 г., Засвияжский район)[19][26];
- Парк Победы (Ленинский район)[19][27] — парк был открыт в 1962 году, назван в честь Победы Советской Армии в Великой Отечественной войне[20].
- Экопарк «Прибрежный» (Новый город, Заволжский район)[19] — создан в 1991 году с площадью в 44 гектара леса[20].
- Парк «Приморский» (Железнодорожный район)[19][28];
- Парк Семья (быв. парк «Семьи Ульяновых», Засвияжский район)[19][29] — создан в 1964 годов[20].
- Парк «Лес Победы»;
- Парк «Средний Венец» (ул. Средний Венец) — создан в конце 1960 годов[30];
- Парк имени И. Н. Ульянова (заложен 26.04.1980, ул. Минаева);
- Парк Ушакова (Верхняя Терраса, Заволжский район);
- Парк «Юность» (Ленинский район)[19];
- Экопарк «Чёрное озеро» (Засвияжский район);
- Парк «Нефтяников и Газовиков» (открыт 2005 г., как сквер, затем стал парком, Ленинский район)[31][32];

### Скверы

Сквер имени 1 Мая (Нижняя Терраса).

- Сквер имени 1 Мая (Нижняя Терраса).Сквер имени 1 Мая (ранее — Сад имени 1 Мая, открыт в 1924 году, Нижняя Терраса);
- Сквер 100-летия Ульяновскому патронному заводу (ул. Краснопролетарская, Нижняя Терраса);
- Сквер 60-летия Великой Победы (ул. Хрустальная);
- Сквер «Айболит» (б-р Фестивальный, Новый город);
- Сквер им. Светланы Анурьевой (пл. им. Светланы Анурьевой);
- Сквер Искусств (на набережной р. Свияги у УГУ)[33];
- Карамзинский сквер (ул. Спасская);
- Сквер УВВТУ (ул. Карла Маркса);

Сквер «Олимпийский» (Верхняя Терраса).

- Сквер «Олимпийский» (Верхняя Терраса).Сквер им. И. Н. Ульянова (ул. 12-го сентября, открыт в 1945 г. как сад)[34];
- Сквер Языковых (площадь Ленина);
- Сквер им. Ивана Яковлева (ул. 12 сентября);[35]
- Сквер «Олимпийский» (ул. Димитрова);
- Сквер «Каштановая аллея» (ул. 12 Сентября);
- Сквер «Моторостроителей» (ул. Трудовая);
- Сквер «Строителей» (ул. 3-го Интернационала)[36];
- Сквер им. 12 Сентября (ул. 12 Сентября);
- Сквер «Черепаха» (ул. Железнодорожная);
- Сквер «Современник» (ул. Героев Свири);
- Сквер «Мостовая слобода» (Мостовая)[37],
- Сквер Трёх поколений (микрорайон «Искра»)[37][38][39],
- Сквер Антонова (Новый город)[37],
- Сквер Менделеева (Верхняя Терраса)[37],
- Сквер «Возрождения Духовности» (открыт 19.08.2014)[40][41];
- Сквер «Экран» (ул. Гончарова);

Памятный знак в сквере "Возрождения Духовности".
Памятный знак в сквере "Возрождения Духовности".
Памятный знак в сквере "Возрождения Духовности".
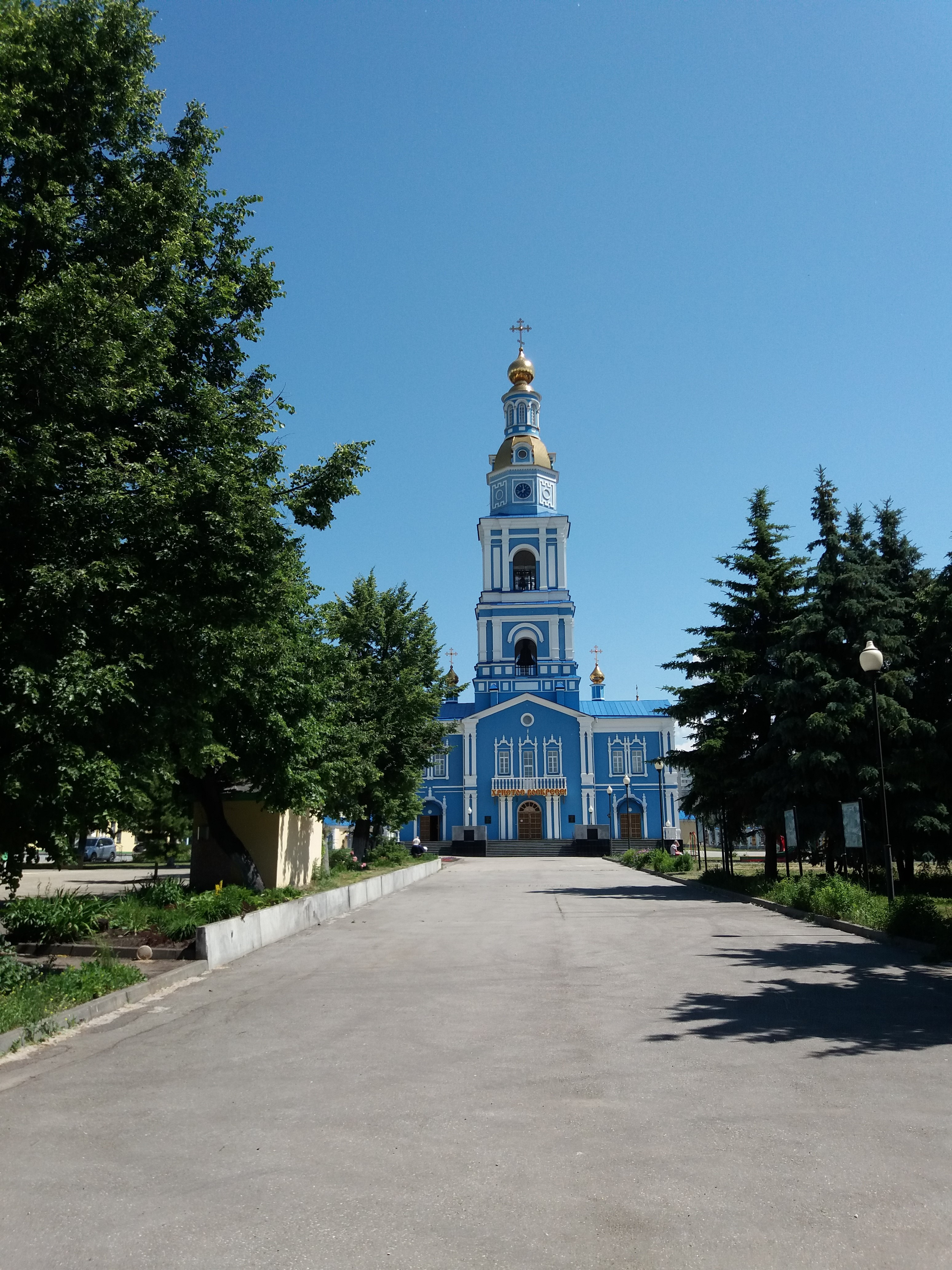
Вид на Спасо-Вознесенский кафедральный собор со стороны сквера.
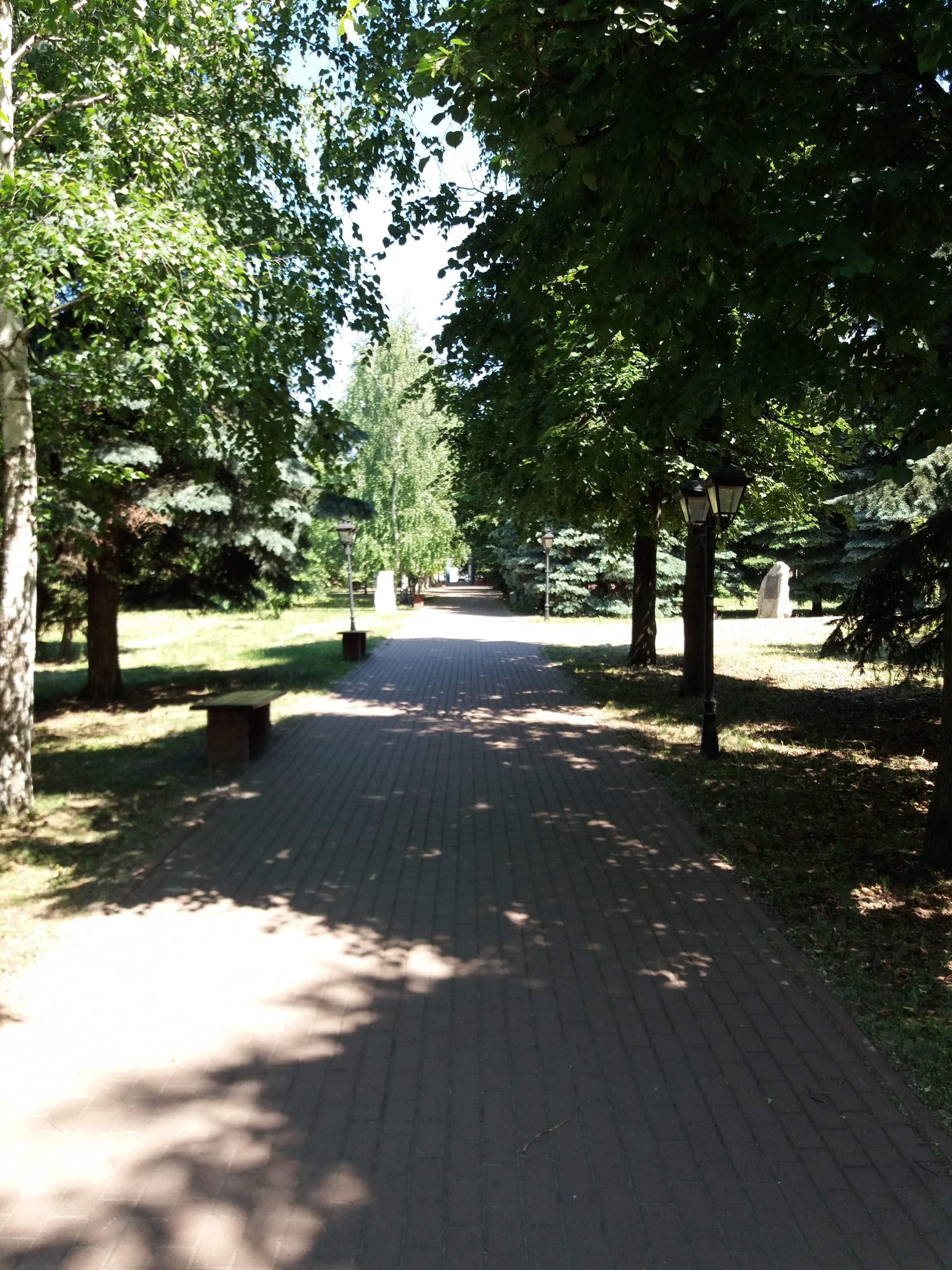
Аллея в сквере "Возрождения Духовности".
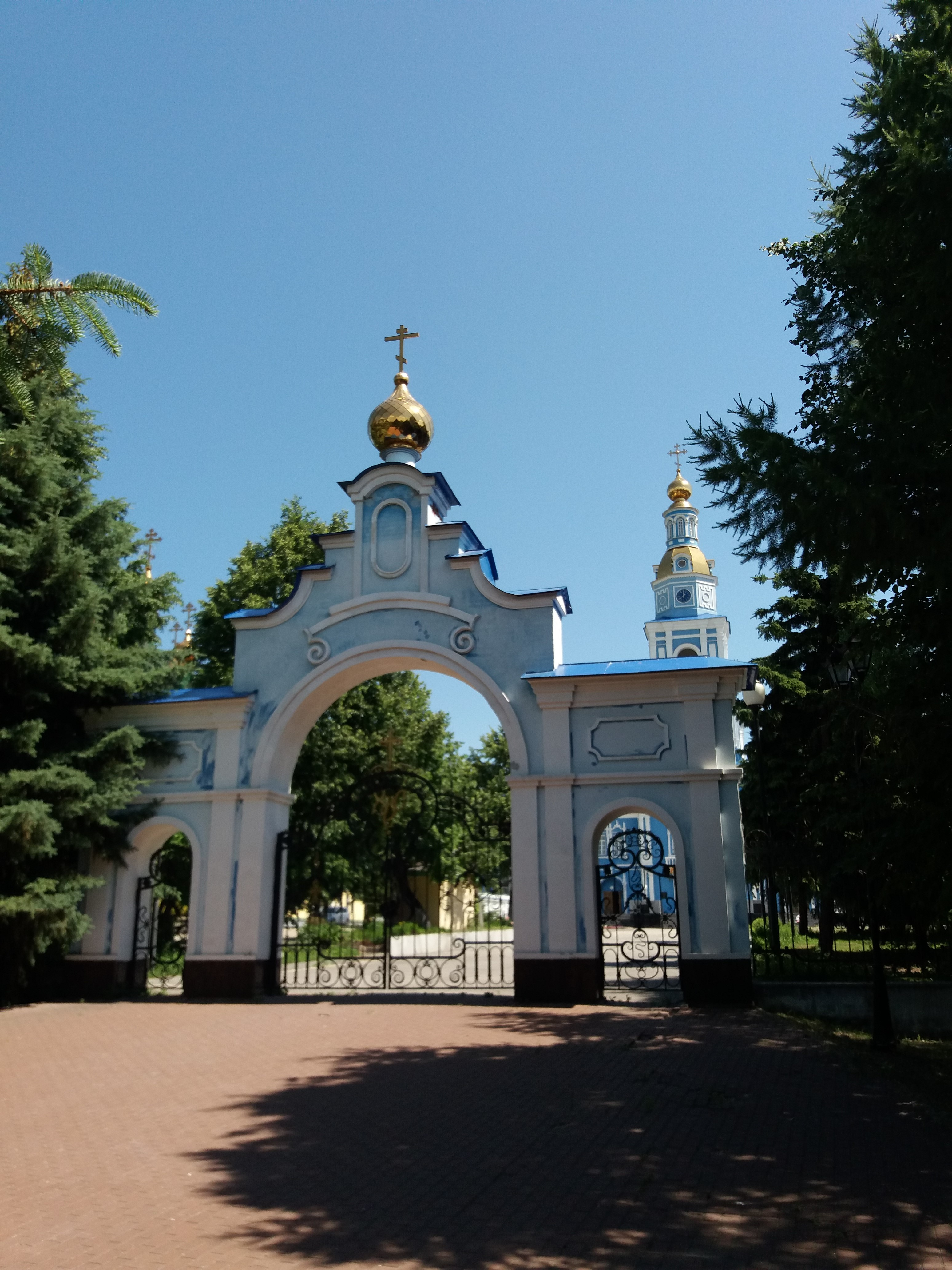
Сквер "Возрождения Духовности".
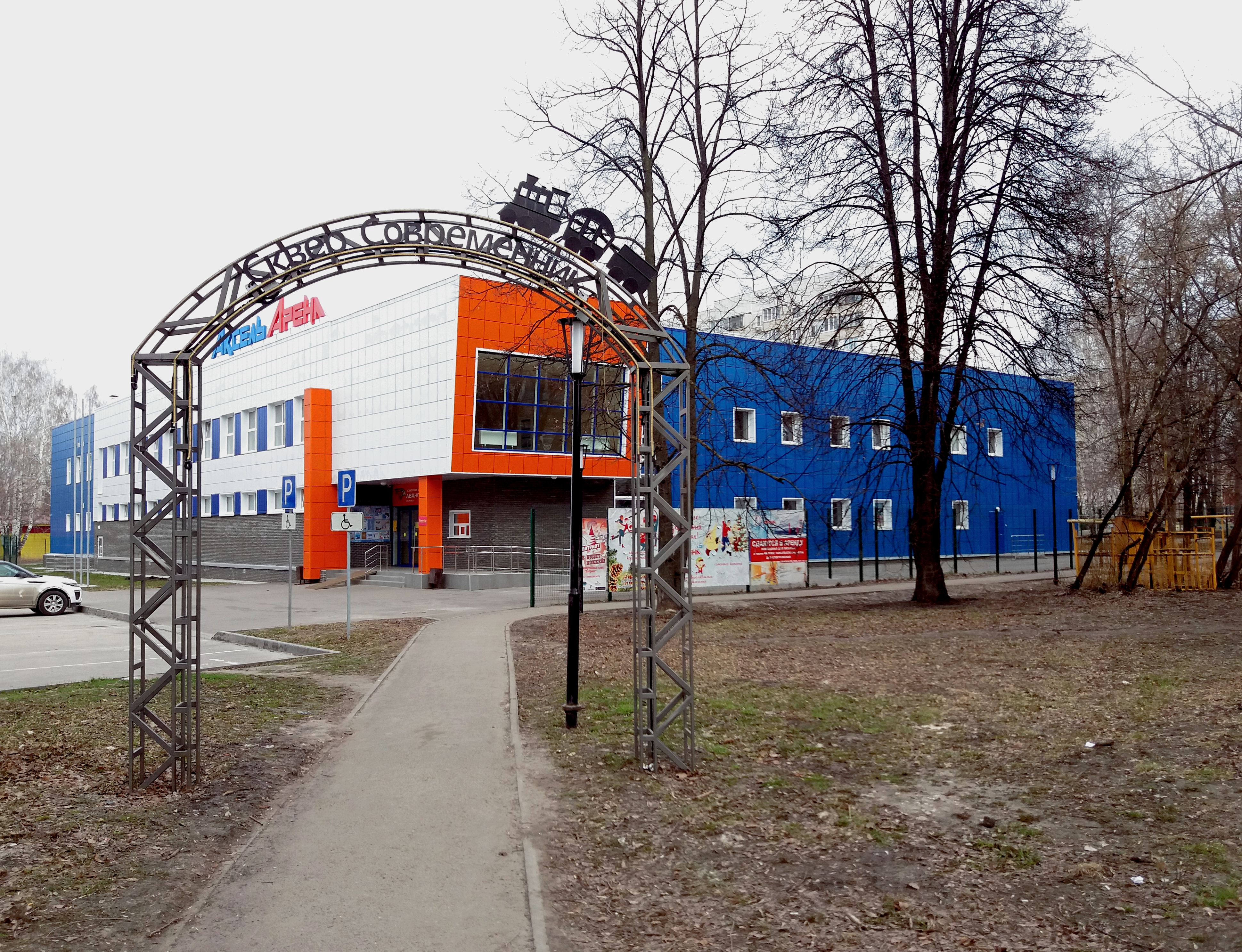
Сквер «Современник».
Памятный знак "Благовещенская церковь".
Памятный знак «Николаевский собор» в сквере "Возрождения Духовности".

## Галерея

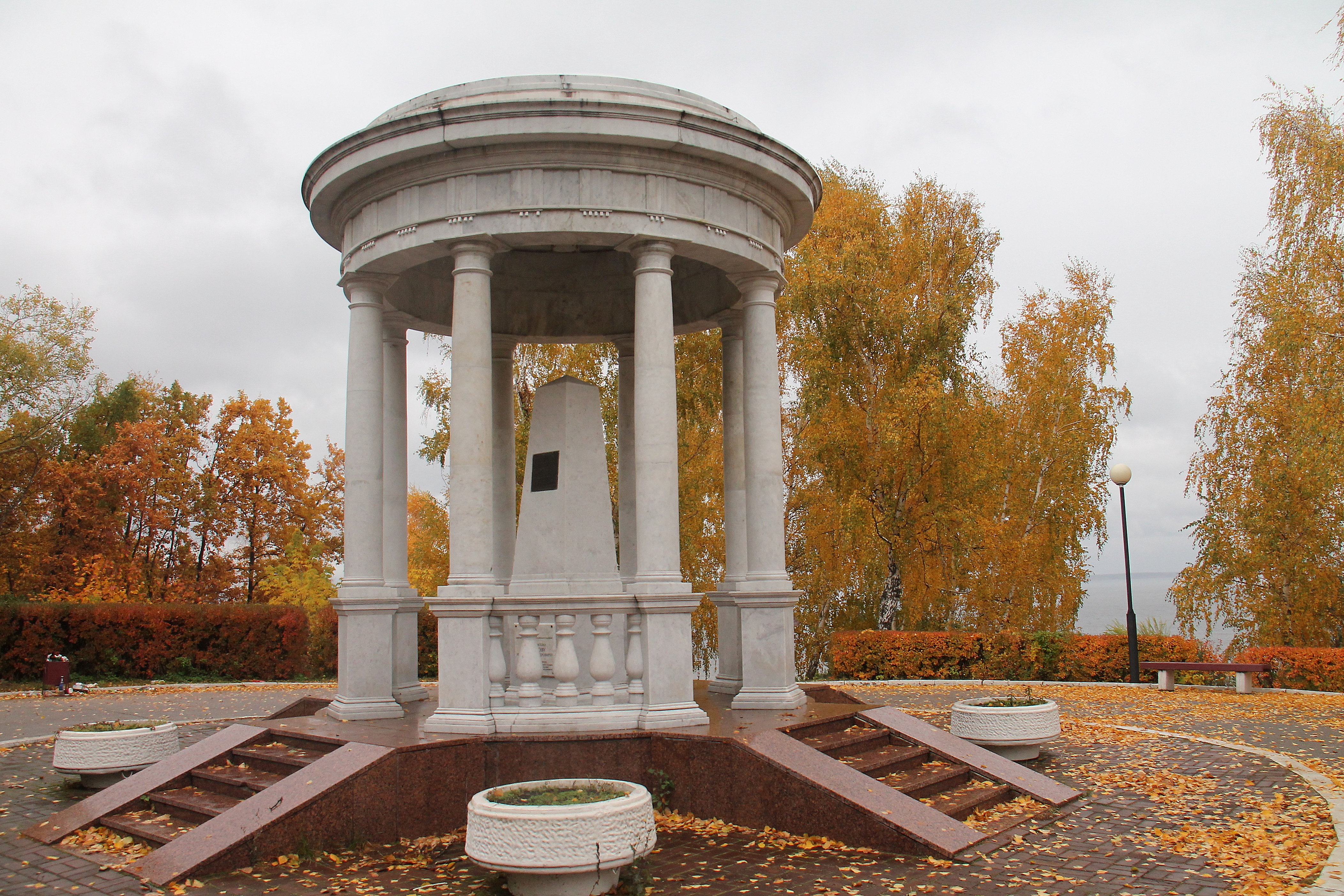
Гончаровская беседка в парке Винновская роща
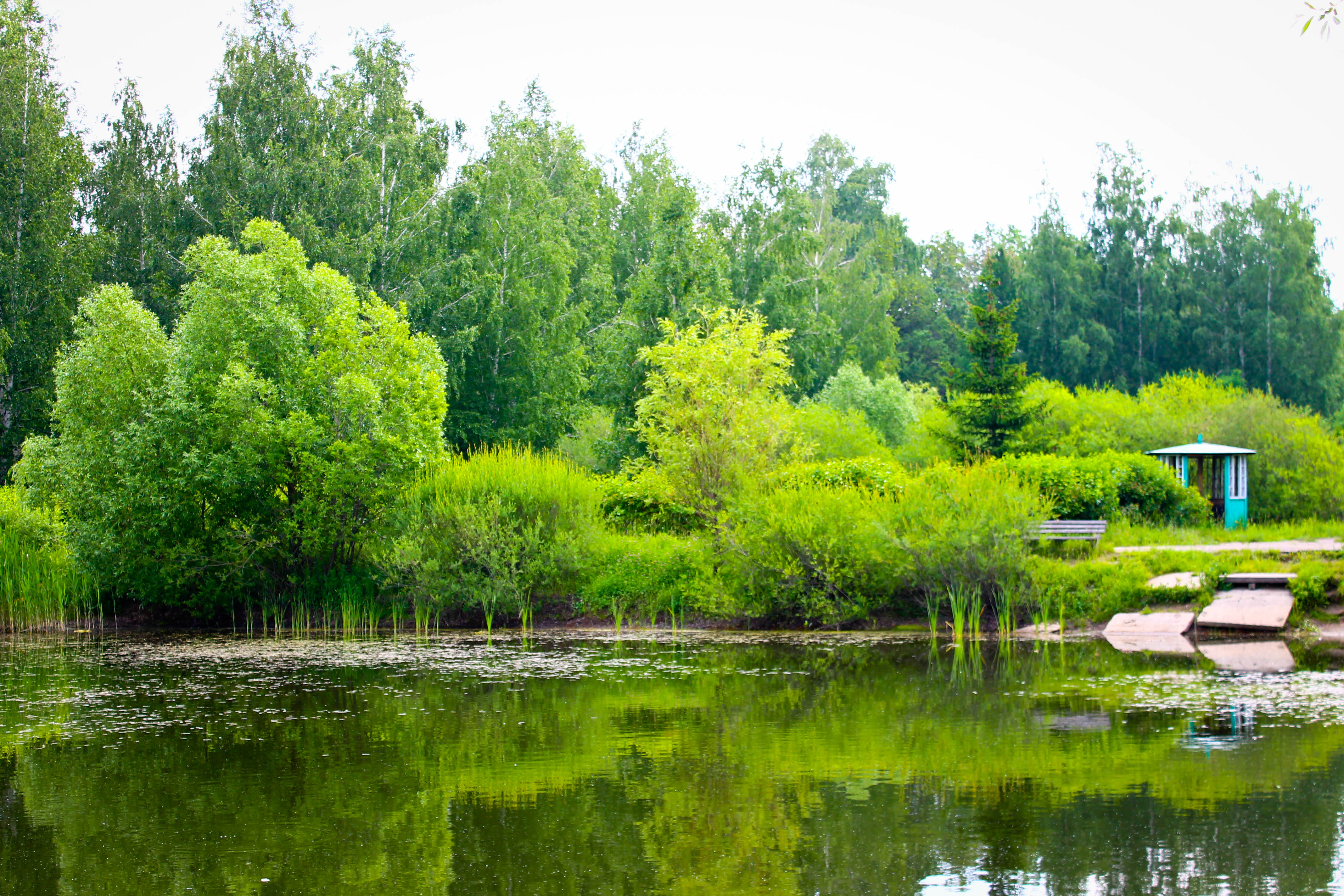
Ульяновский дендропарк
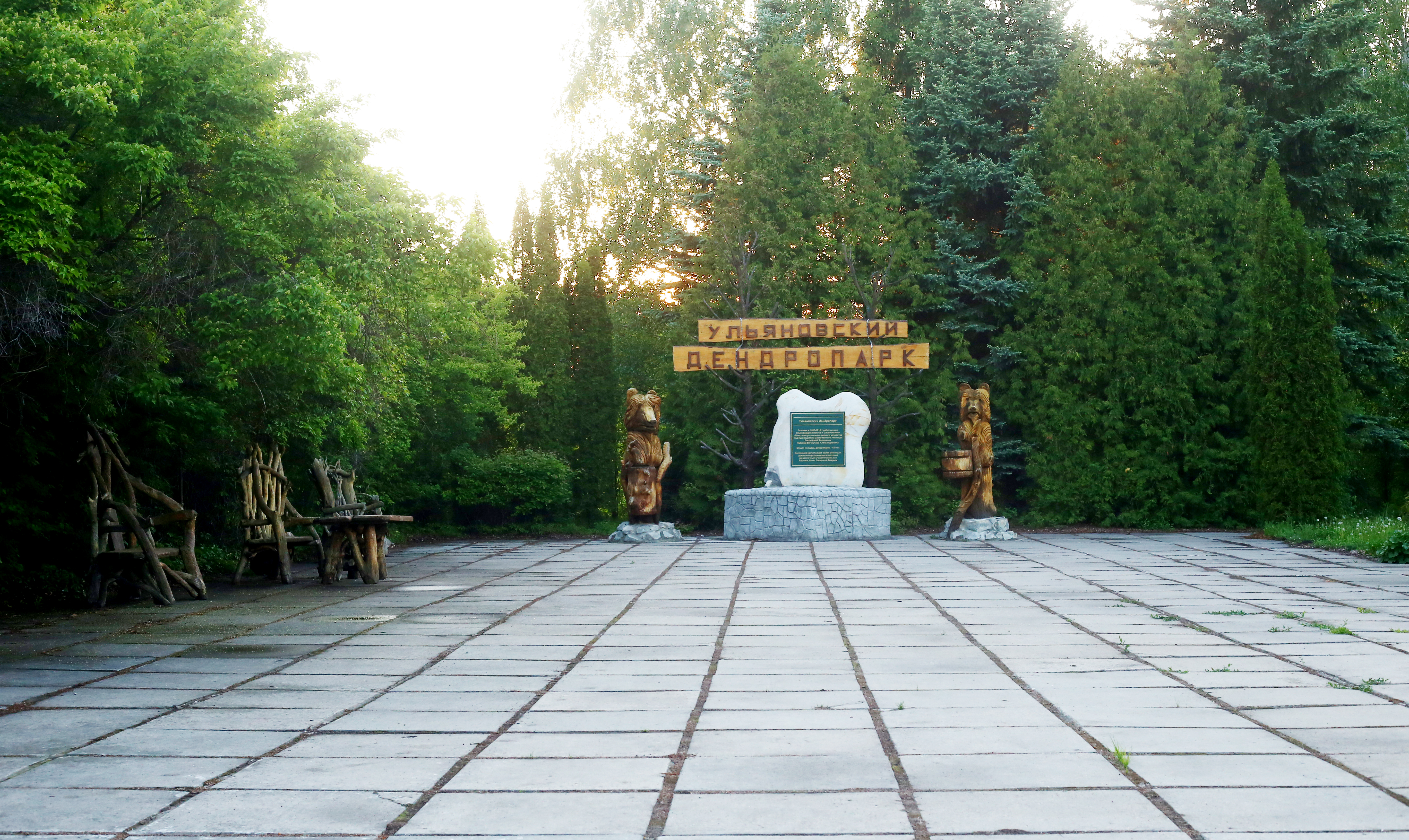
Вход в Ульяновский дендропарк.
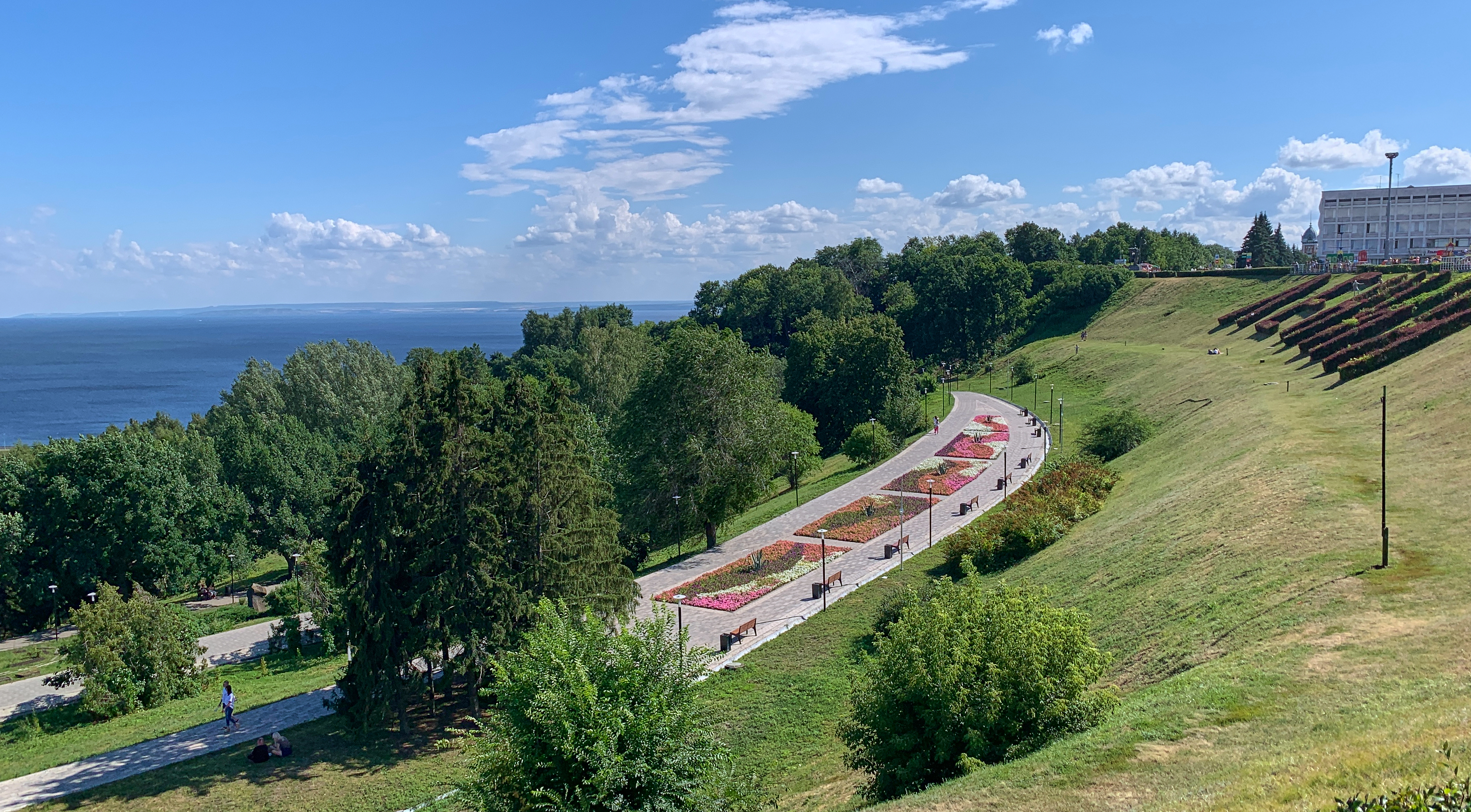
Верхняя площадка Парка Дружбы Народов
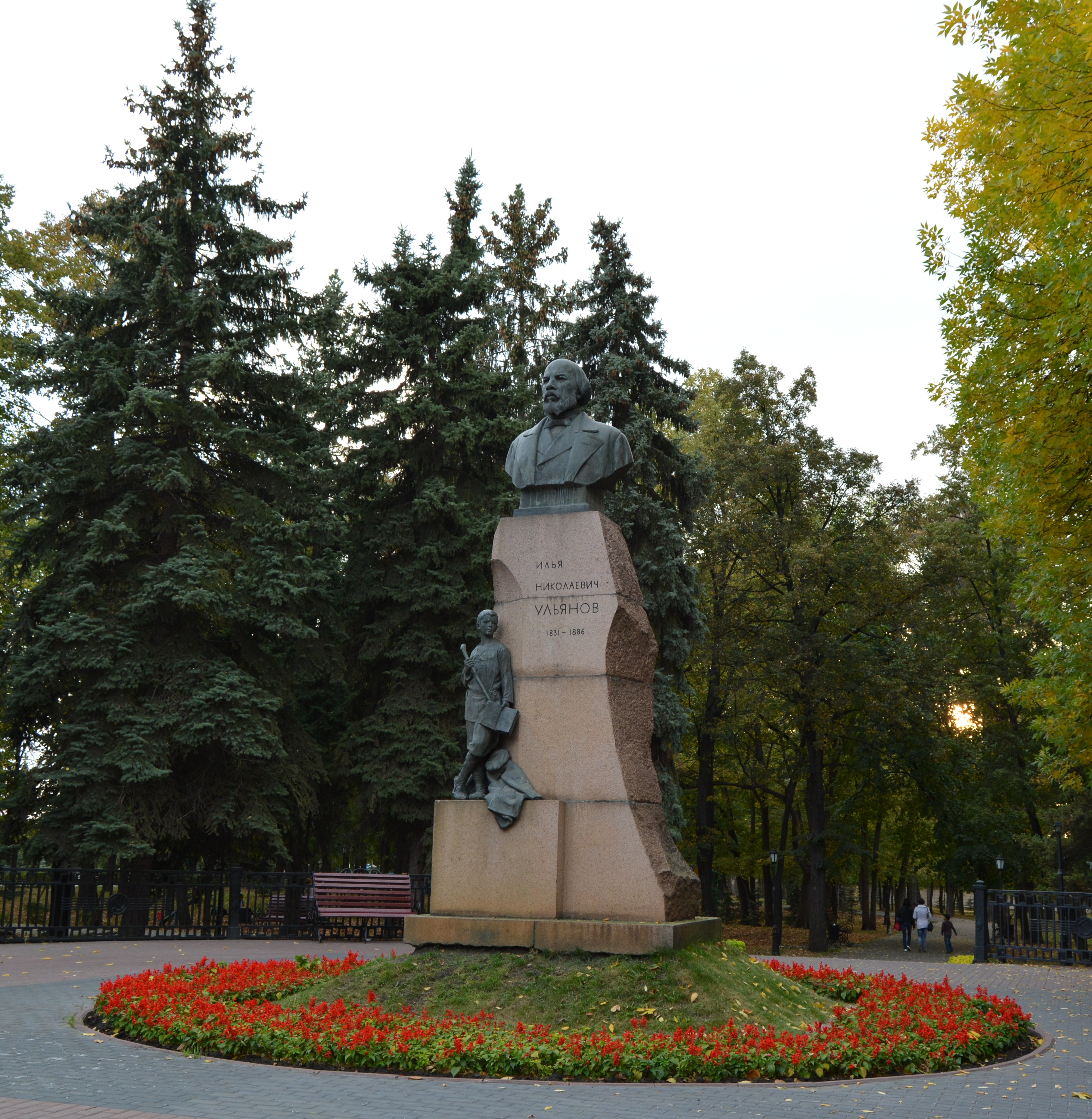
Вход в сквер имени И. Н. Ульянова.
Вход в сквер имени И. Я. Яковлева.
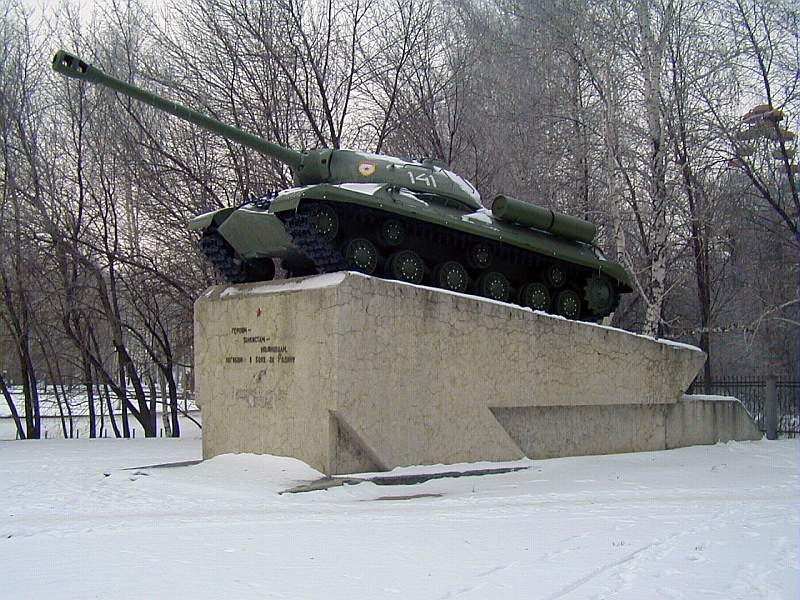
Вход в парк Победы.
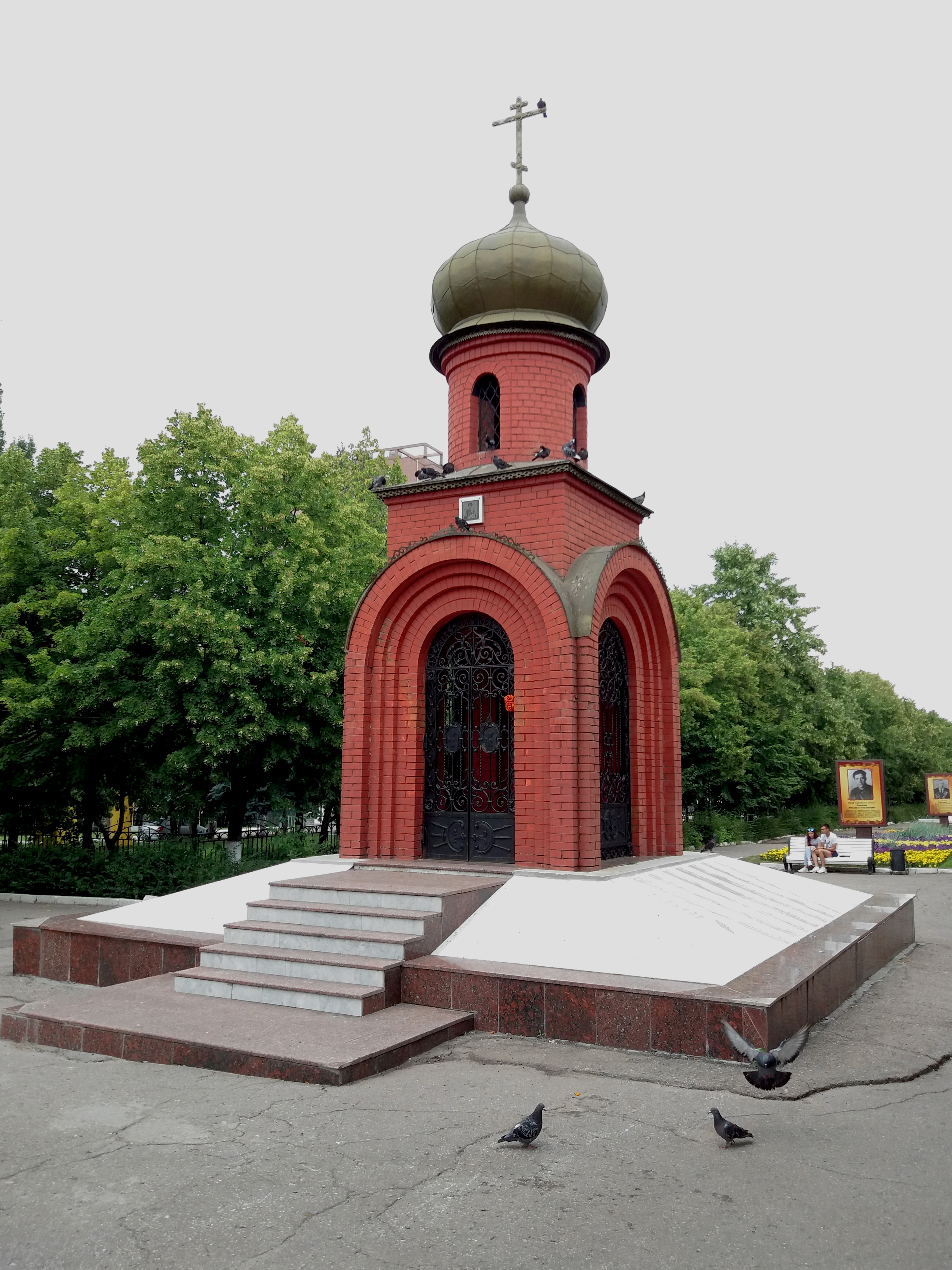
Часовня в сквере 60-летия Великой Победы.
Экологический парк Чёрное озеро.
Фото 1890-х гг.: Губернаторский дом, Никольская церковь и часть Николаевского сада.
Парк имени генерала Маргелова.
Экопарк «Прибрежный».
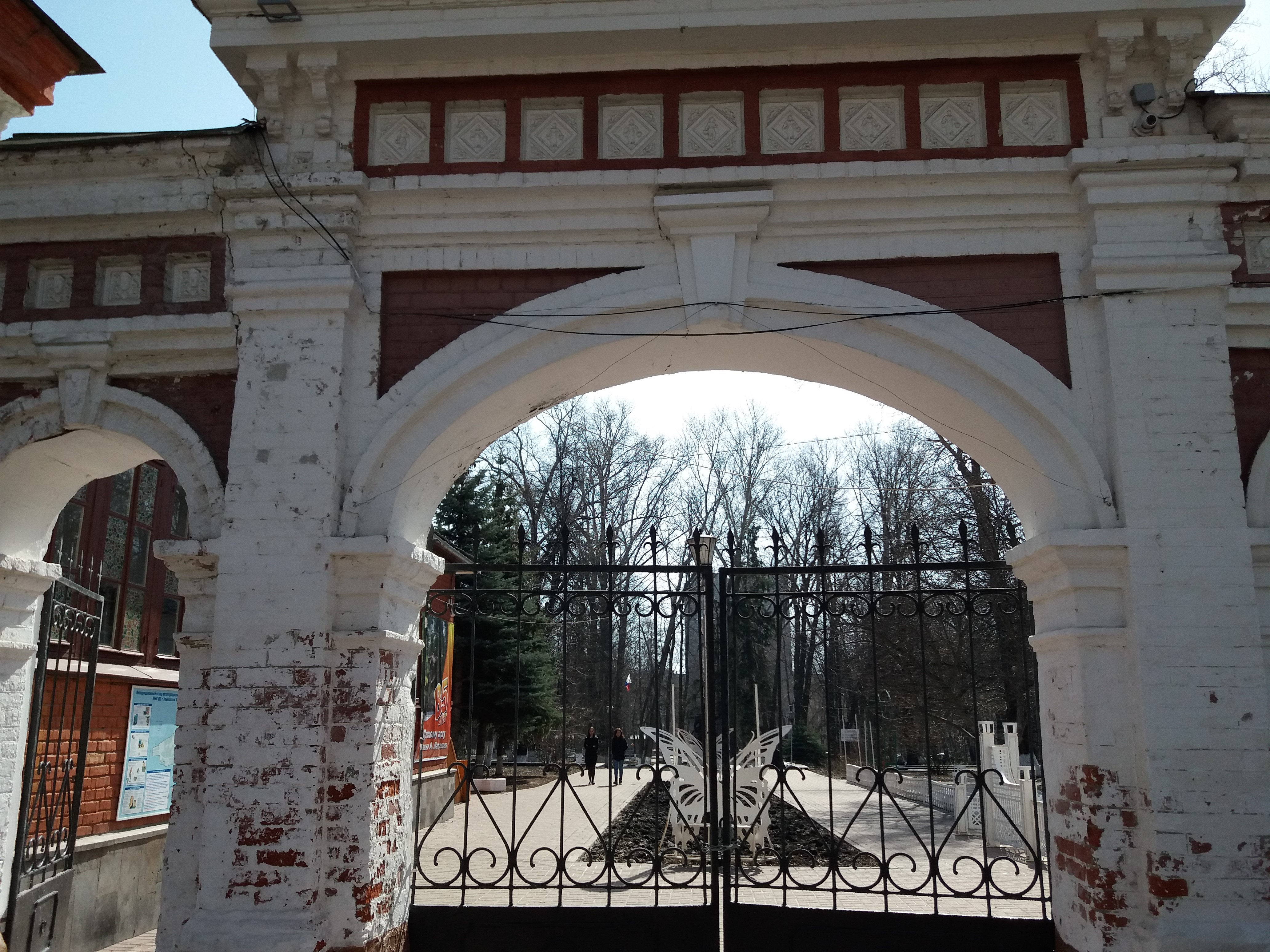
Вход в парк А. Матросова.
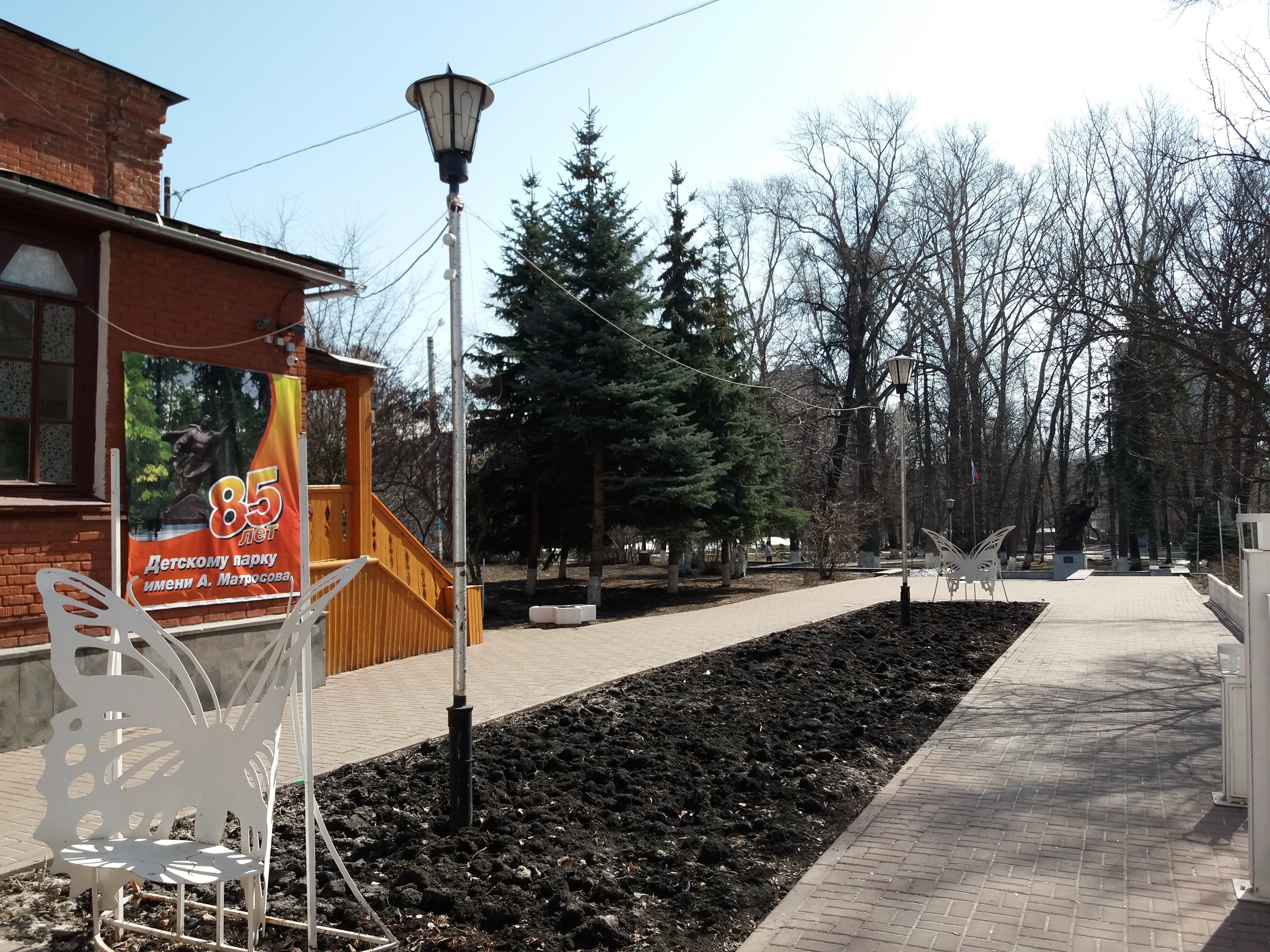
Парк А. Матросова.
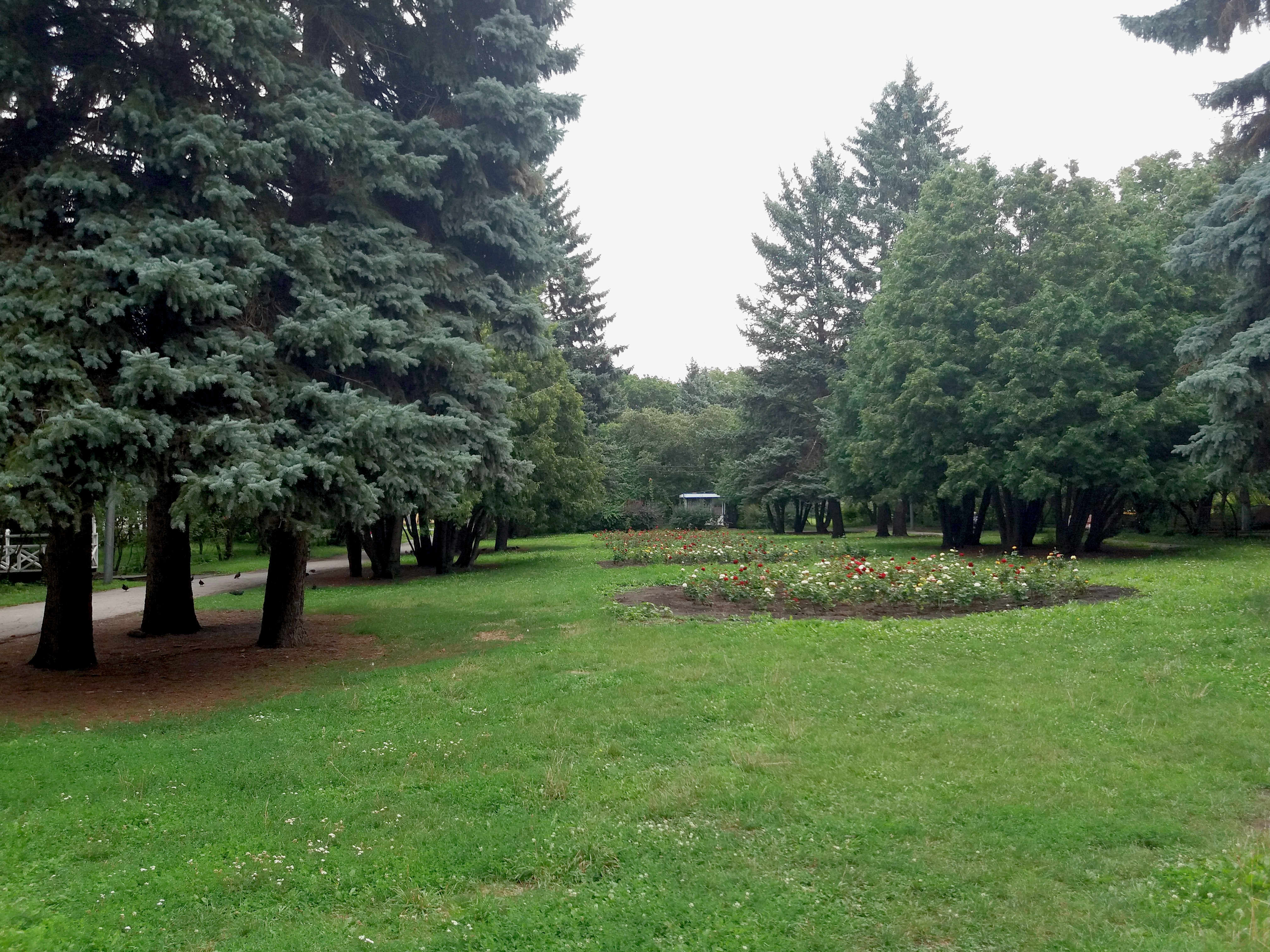
В парке «Семья».
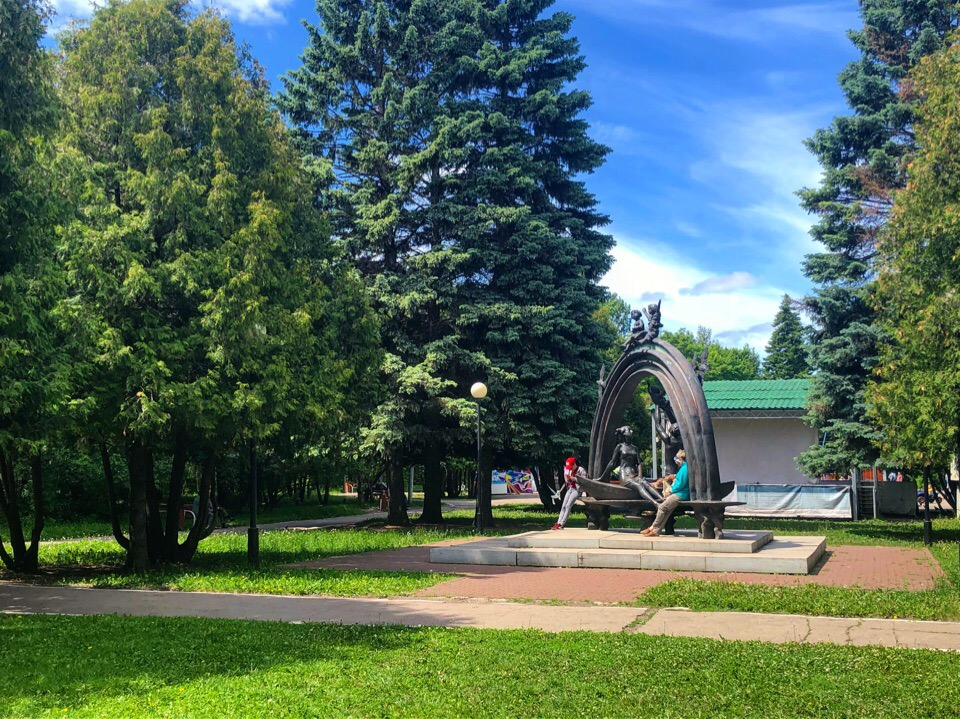
Парк «Семья»
Парк "Семья".
Вход в парк "Семья".
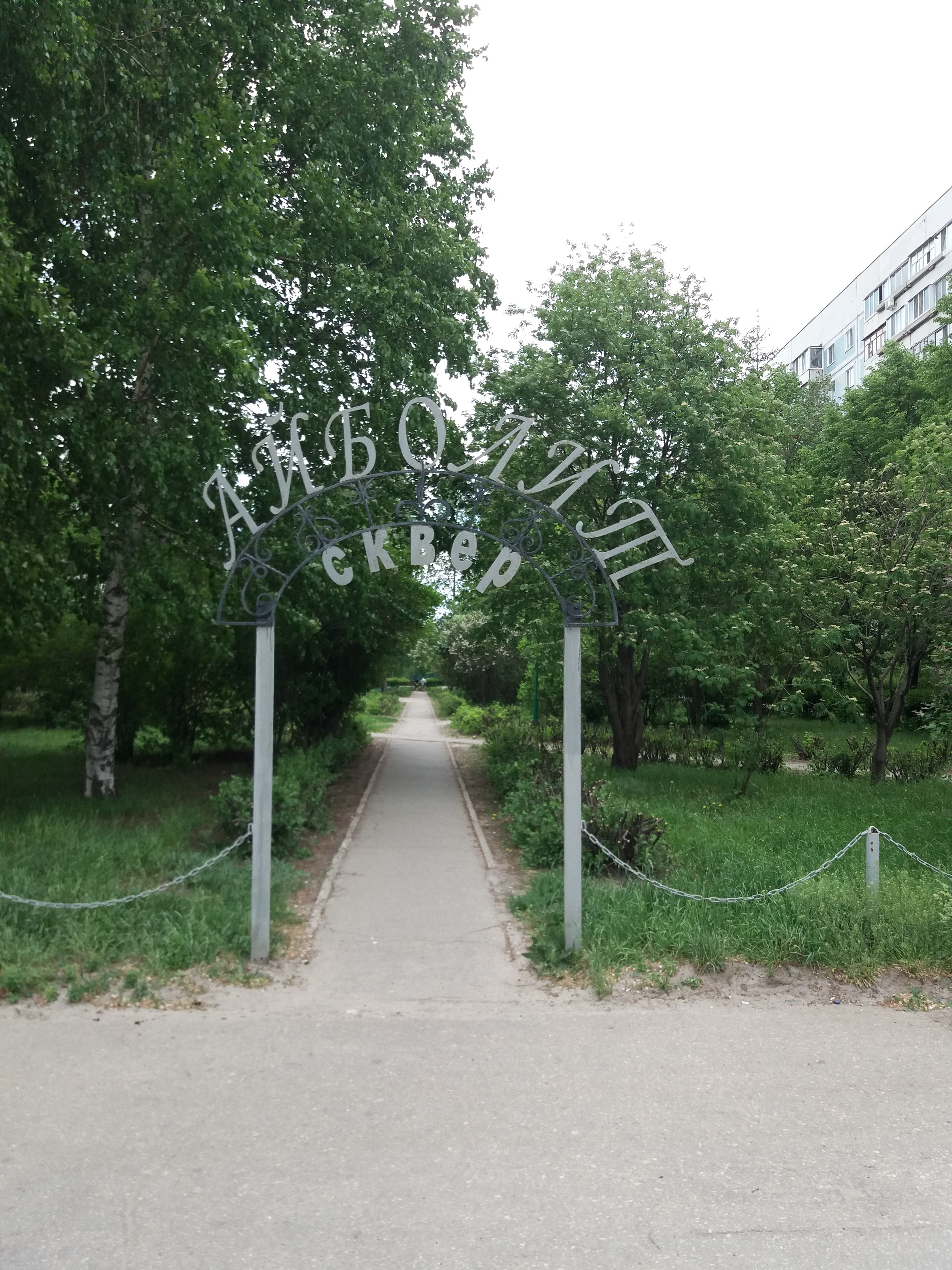
Сквер "Айболит", Ульяновск.
Скульптуры в сквере "Айболит".
Вход в ПКО имени 40-летия ВЛКСМ.
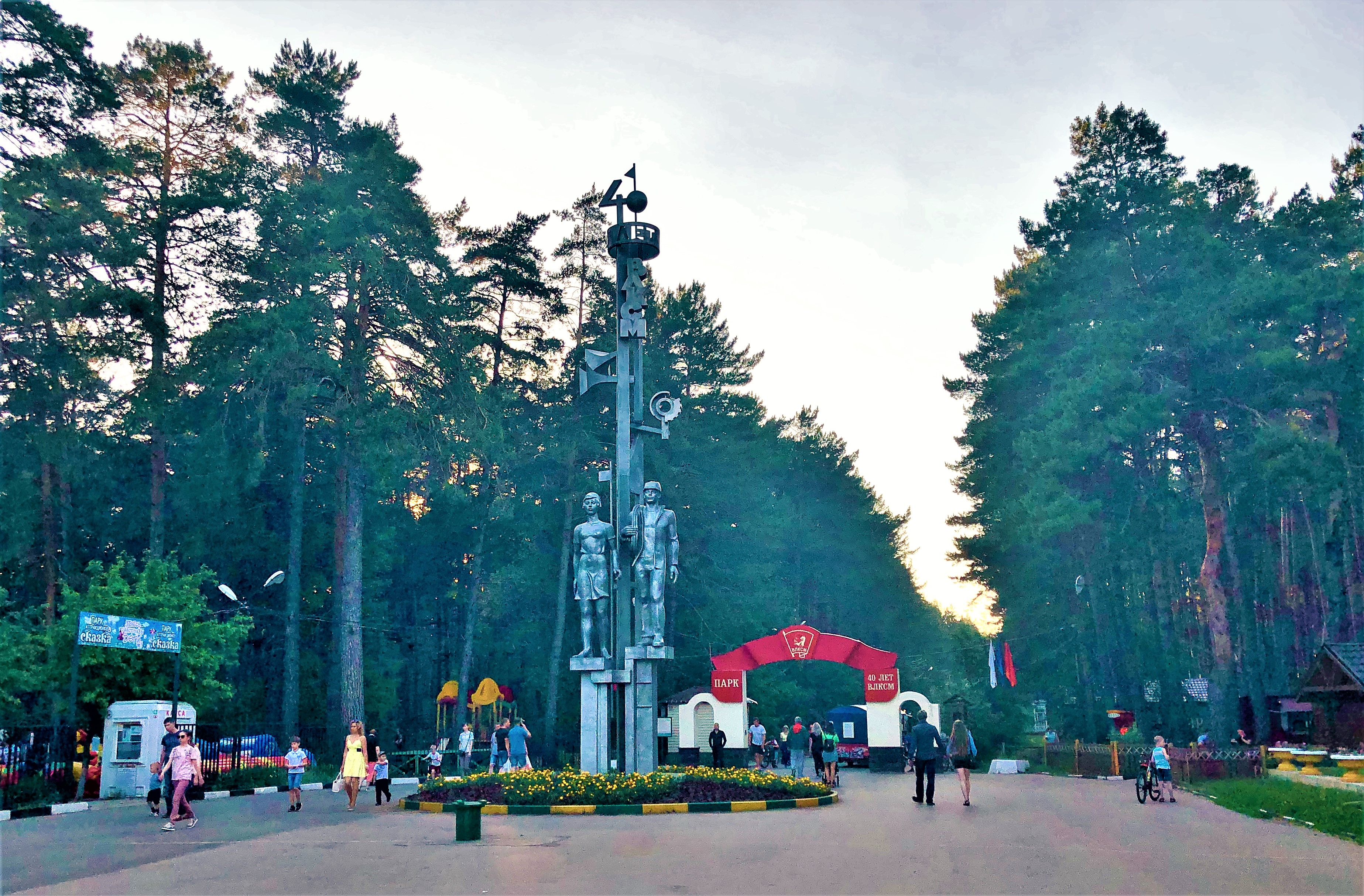
Парк культуры и отдыха им. 40 лет ВЛКСМ.
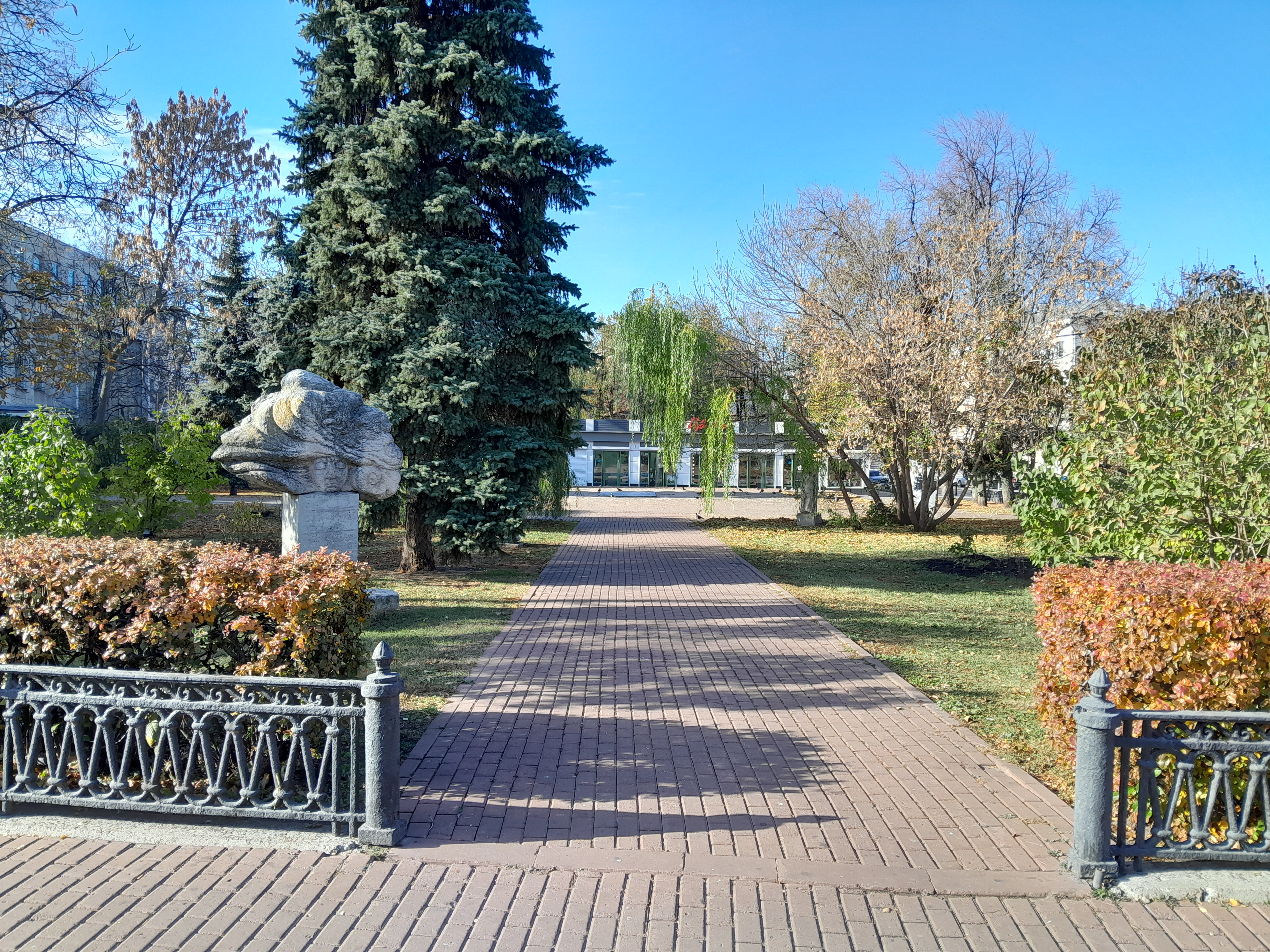
Сквер «Экран» (ул. Гончарова).
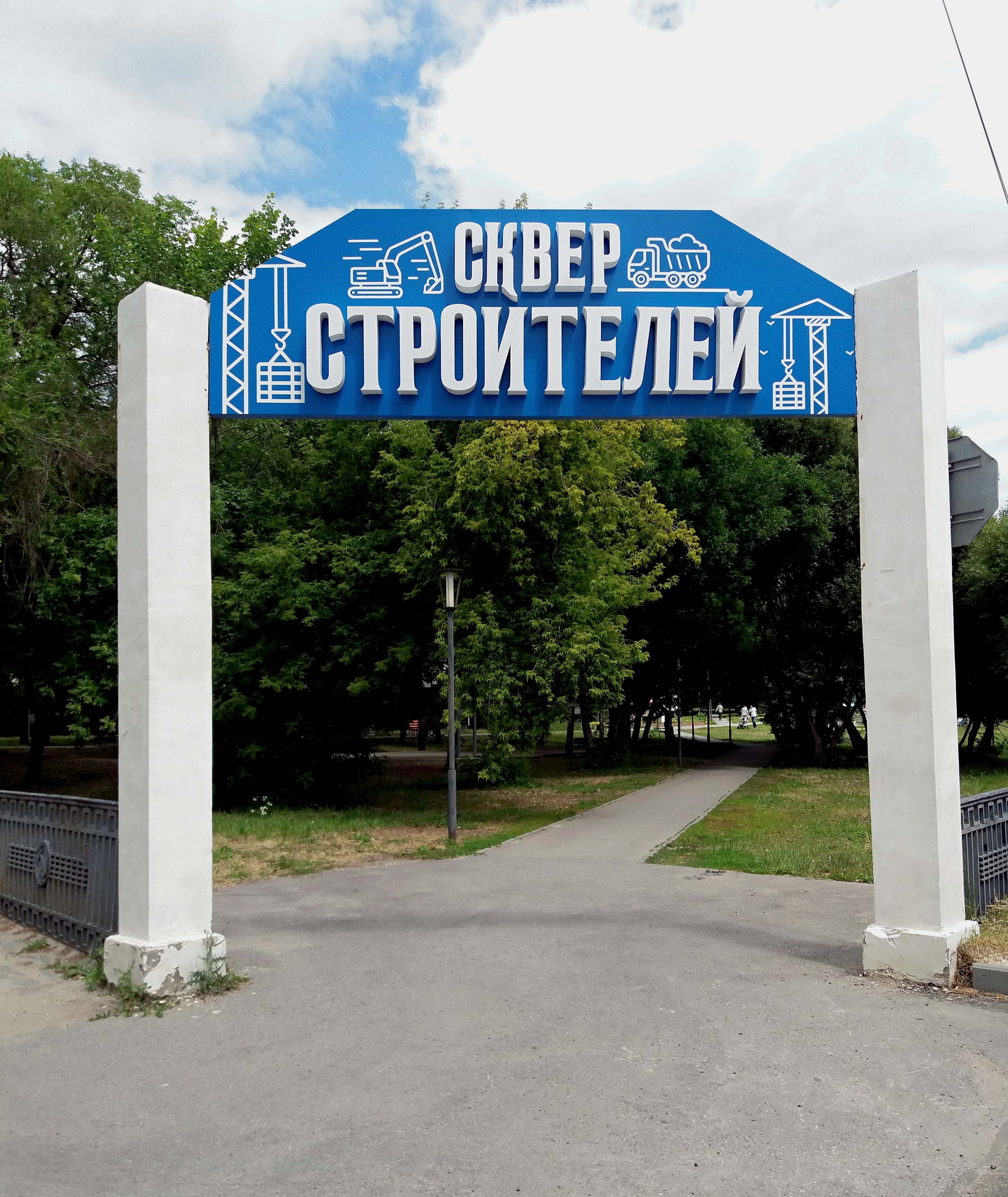
Сквер «Строителей».